# 1953
1953 (MCMLIII) byl rok, který dle gregoriánského kalendáře započal čtvrtkem.

## Události

### Československo
- 1. ledna – zahájila provoz Československá spořitelna.
- 14.–15. února – I. celostátní sjezd JZD
- 21. března – Antonín Zápotocký se stal druhým komunistickým prezidentem Československa.
- 1. května – Zahájeno pravidelné vysílání Československé televize.
- 1. června – Provedena utajovaná měnová reforma (zákon o ní vydán až 30. května), která znehodnotila úspory většiny lidí. Následovaly první větší protikomunistické protesty, největší v Plzni (zfanatizovanými milicionáři byli poblíž radnice zastřeleni dva lidé[zdroj⁠?!] a na náměstí T. G. Masaryka byl stržen komunisty jeho pomník a náměstí přejmenováno), kde 20 000 dělníků Škody protestovalo proti KSČ. Protesty byly krvavě potlačeny a na jejich základě bylo v červenci 1953 provedeno několik vykonstruovaných procesů.
- 12. srpna – byla uskutečněna první zkouška sovětské termojaderné pumy[zdroj?]
- 30. srpna – založena Zoologická zahrada města Brno
- 3. října – Skupina bratří Mašínů ilegálně překročila v prostoru Hory Svaté Kateřiny hranice mezi ČSR a NDR se záměrem útěku do Západního Berlína.
- 23. prosince – Československá rozvědka unesla z rakouského exilu bývalého předsedu sociálních demokratů Bohumila Laušmana.
- 24. prosince – nedaleko Šakvic na trati Brno–Břeclav došlo k druhému největšímu železničnímu neštěstí v našich zemích: při střetu rychlíku s osobním vlakem zahynulo 103 lidí a 83 bylo zraněno.

### Svět
- 5. března – zemřel Josif Vissarionovič Stalin, začal boj o nástupnictví, ve kterém vítězí Chruščov.
- 25. dubna – Francis Crick a James Dewey Watson publikovali článek Molekulární struktura nukleových kyselin: struktura pro deoxyribonukleovou kyselinu, v němž poprvé popsali dvojitou šroubovici DNA.
- 29. května – Nejvyšší hora světa Mount Everest zdolána. Novozélandský horolezec Edmund Hillary s nepálským nosičem (šerpou) Tenzingem Norgayem vystoupili až na samotný vrchol hory měřící 8840 metrů.
- 2. června – Alžběta II. byla korunována královnou Spojeného království.
- 16. června – V Berlíně proběhla stávka stavebních dělníků a rozvinula se postupně v široké protesty proti vládě NDR.
- 19. července – V USA byli za špionáž popraveni manželé Rosenbergovi.
- 26. července – Nezdařený útok povstalců pod vedením Fidela Castra na kasárna v Moncadě na Kubě, který měl být předehrou ke svržení diktátora Batisty.
- 27. července – Mezi představiteli KLDR, Číny a intervenčními jednotkami OSN uzavřeno příměří v Pchanmundžomu, jímž skončila korejská válka.
- 19. srpna – Státní převrat v Íránu, v jehož průběhu byl za aktivní spolupráce CIA svržen předseda vlády Muhammad Mosaddek, který znárodnil íránský ropný průmysl
- 31. října – Ctirad Mašín, Josef Mašín a Milan Paumer ze skupiny bratří Mašínů vstoupili po 28 dnech útěku přes území NDR do amerického sektoru Západního Berlína a přihlásili se tamním orgánům.

## Vědy a umění
- 20. srpna – agentura TASS oznámila úspěšný pokusný výbuch sovětské vodíkové bomby.
- 13. listopadu – První provedení 4. smyčcového kvartetu D-dur Dmitrije Šostakoviče
- 21. listopadu – Kenneth Oakley podrobnou analýzou prokázal, že Piltdownský člověk (Eoanthropus dawsoni) je podvrh
- Arthur C. Clarke napsal povídku Devět miliard božích jmen.
- začíná vycházet Filosofický časopis.
- V USA vznikla elektronická soustava barevné televize systému NTSC, která se používá dodnes. Z ní byly později odvozeny evropské systémy SECAM a PAL.

## Nobelova cena
- Nobelova cena za fyziku – Frits Zernike za vynález prosvětlovacího elektronického mikroskopu
- Nobelova cena za chemii – Hermann Staudinger za dlouholeté výzkumy v oblasti makromolekulární chemie, které daly průmyslu umělých hmot důležité a užitečné náměty
- Nobelova cena za fyziologii a lékařství – Hans Adolf Krebs a Fritz Albert Lipmann za práce o látkové výměně v lidském těle
- Nobelova cena za literaturu – Winston Churchill za mistrovství v historickém a biografickém líčení a za skvělou rétoriku, kterou použil na obranu vysokých lidských hodnot
- Nobelova cena za mír – George Catlett Marshall za plán obnovy Evropy

## Narození

### Česko

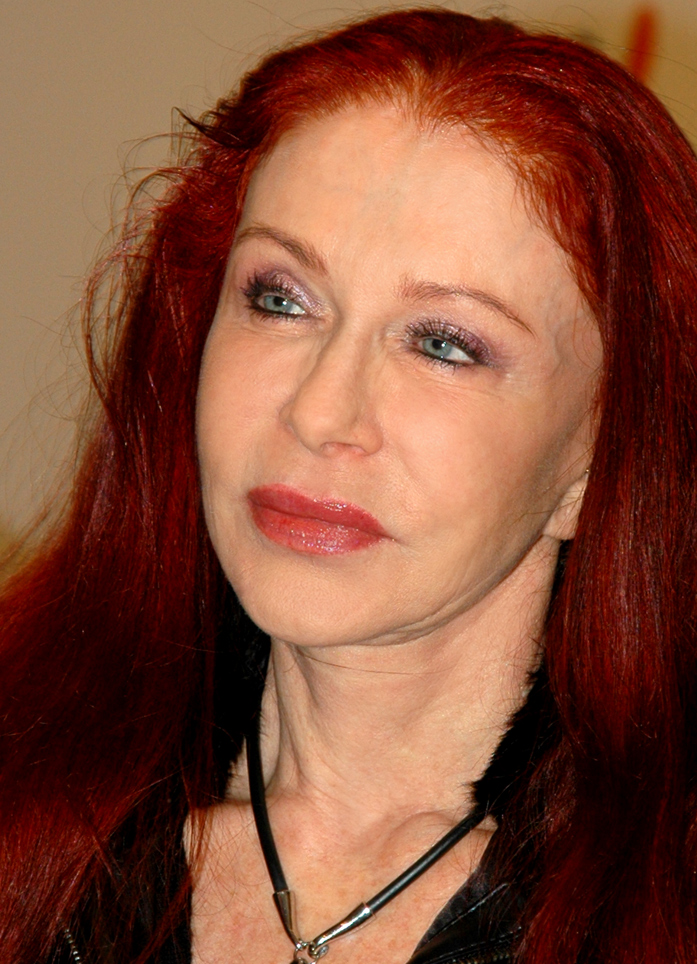
Blanka Matragi (* 20. února)

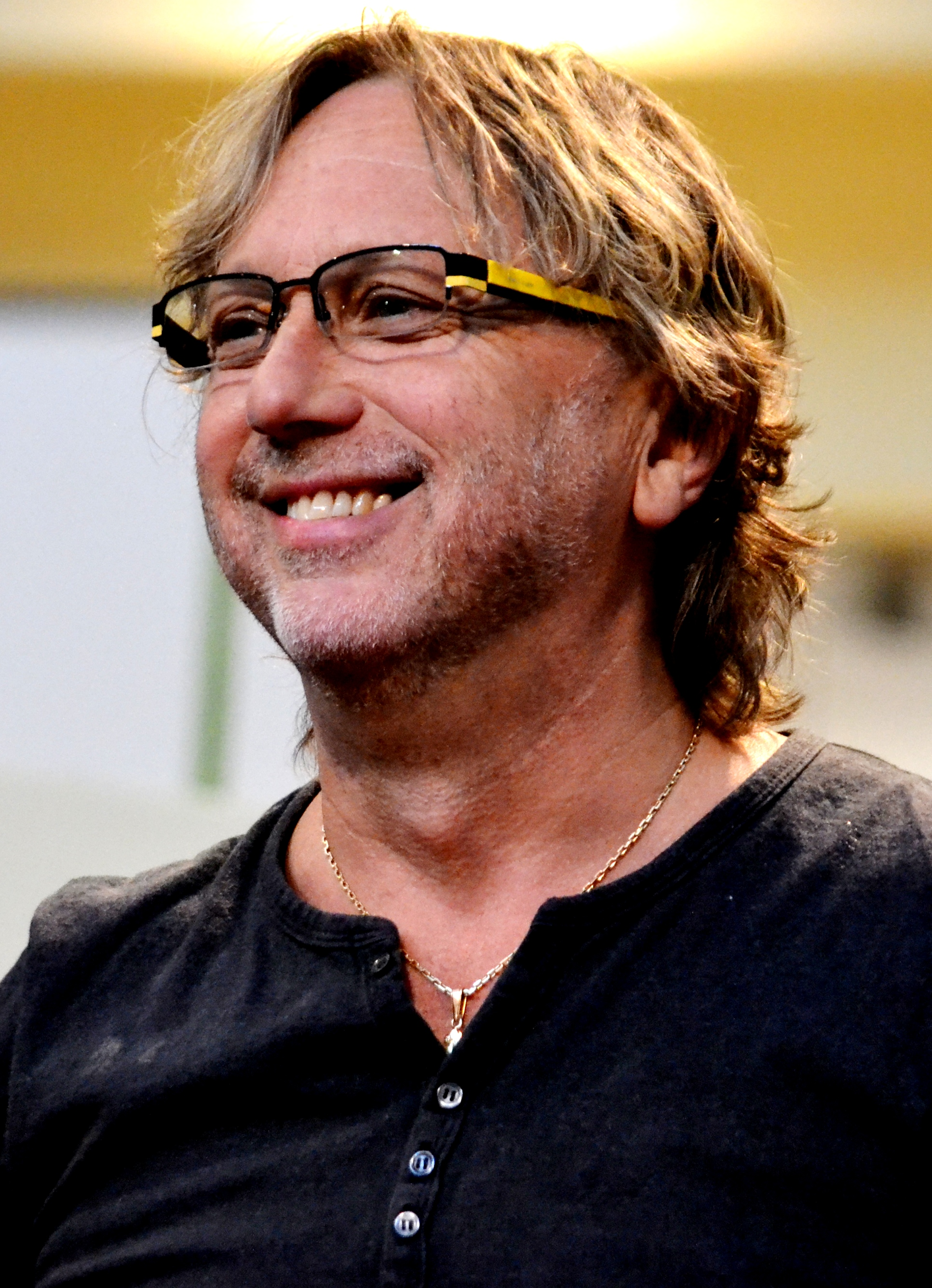
Dalibor Janda (* 21. března)

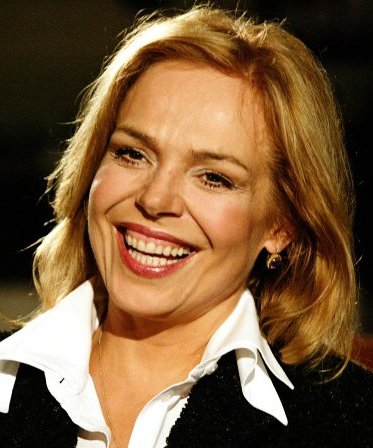
Dagmar Havlová (* 22. března)

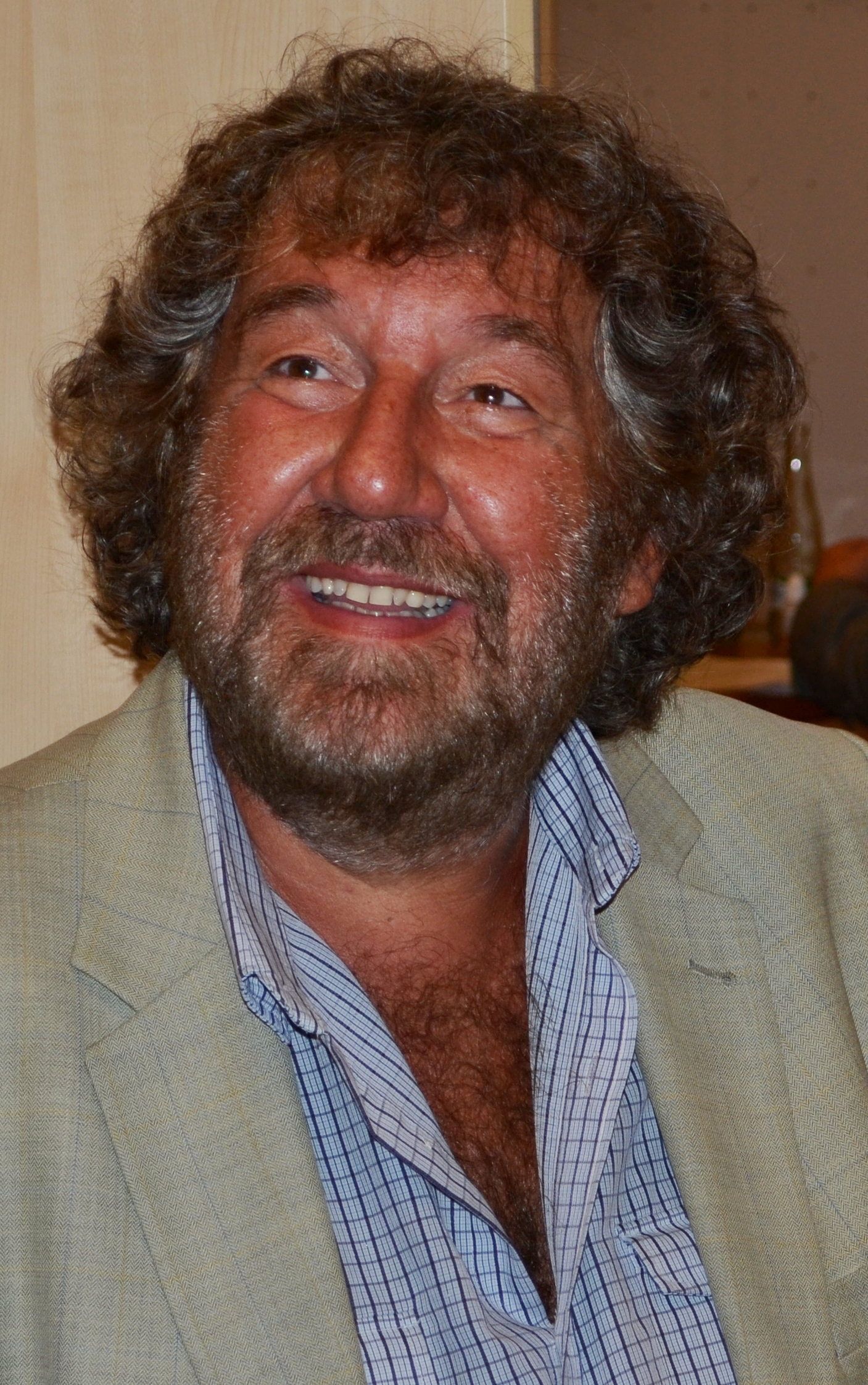
Zdeněk Troška (* 18. května)

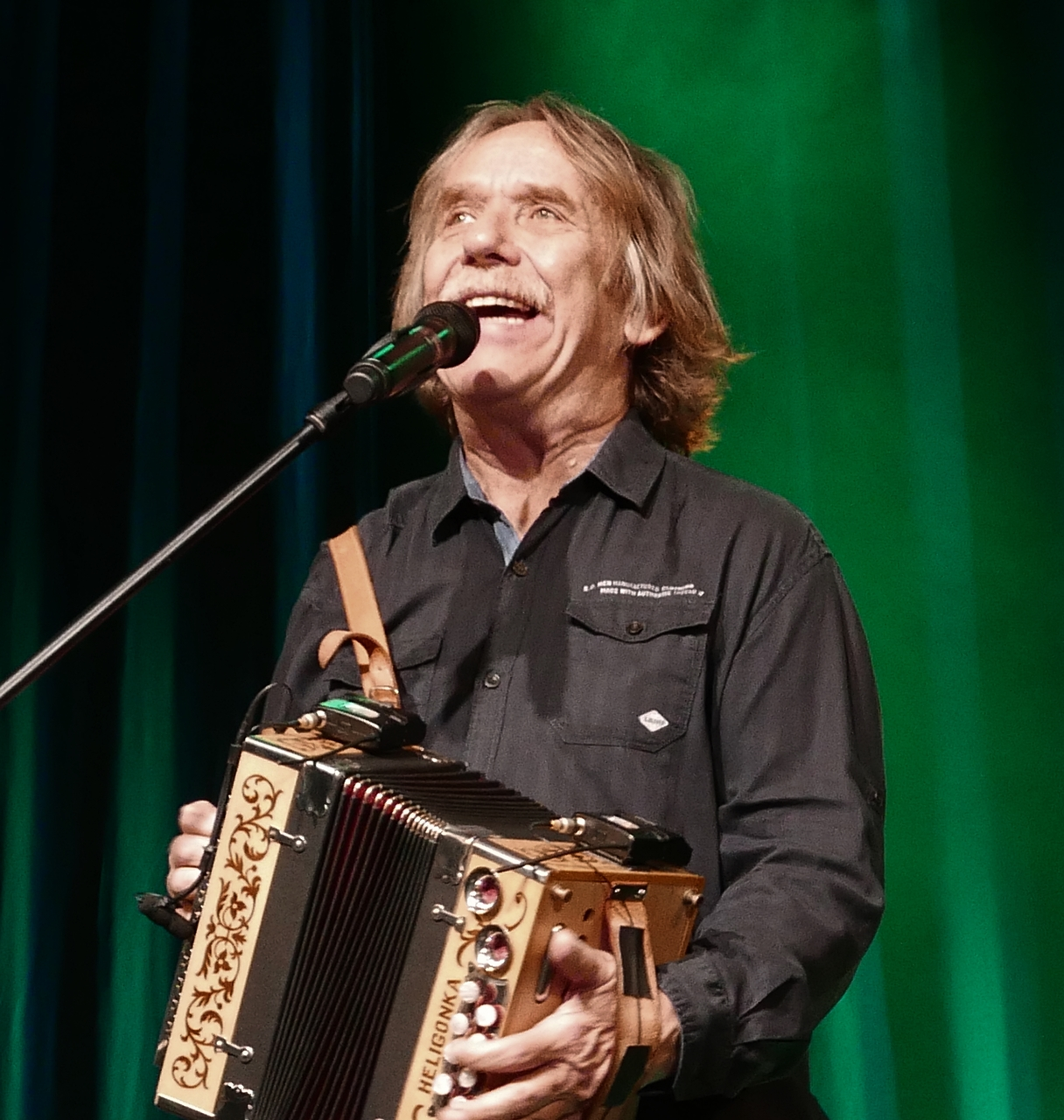
Jaromír Nohavica (* 7. června)

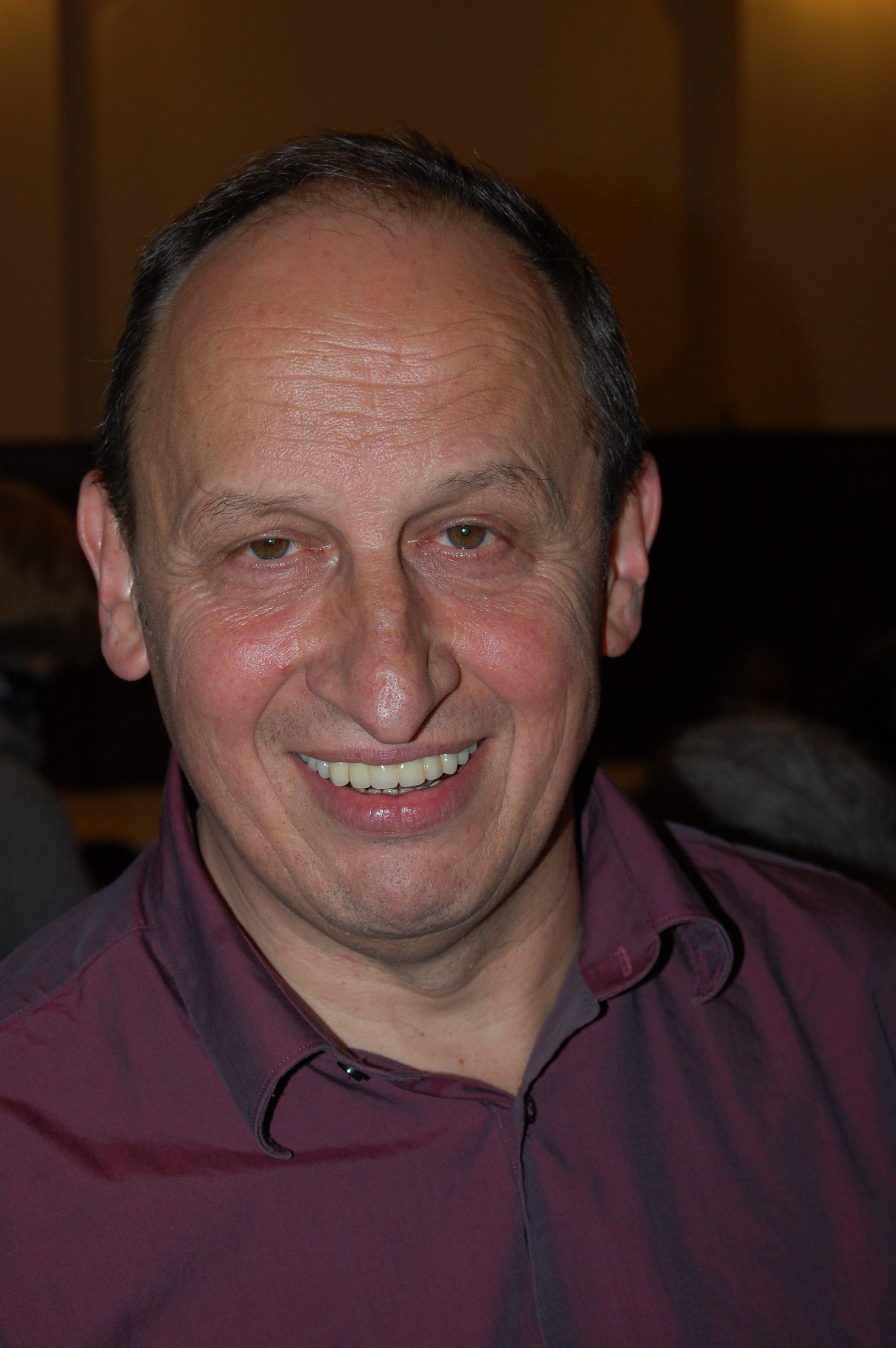
Jan Kraus (* 15. srpna)

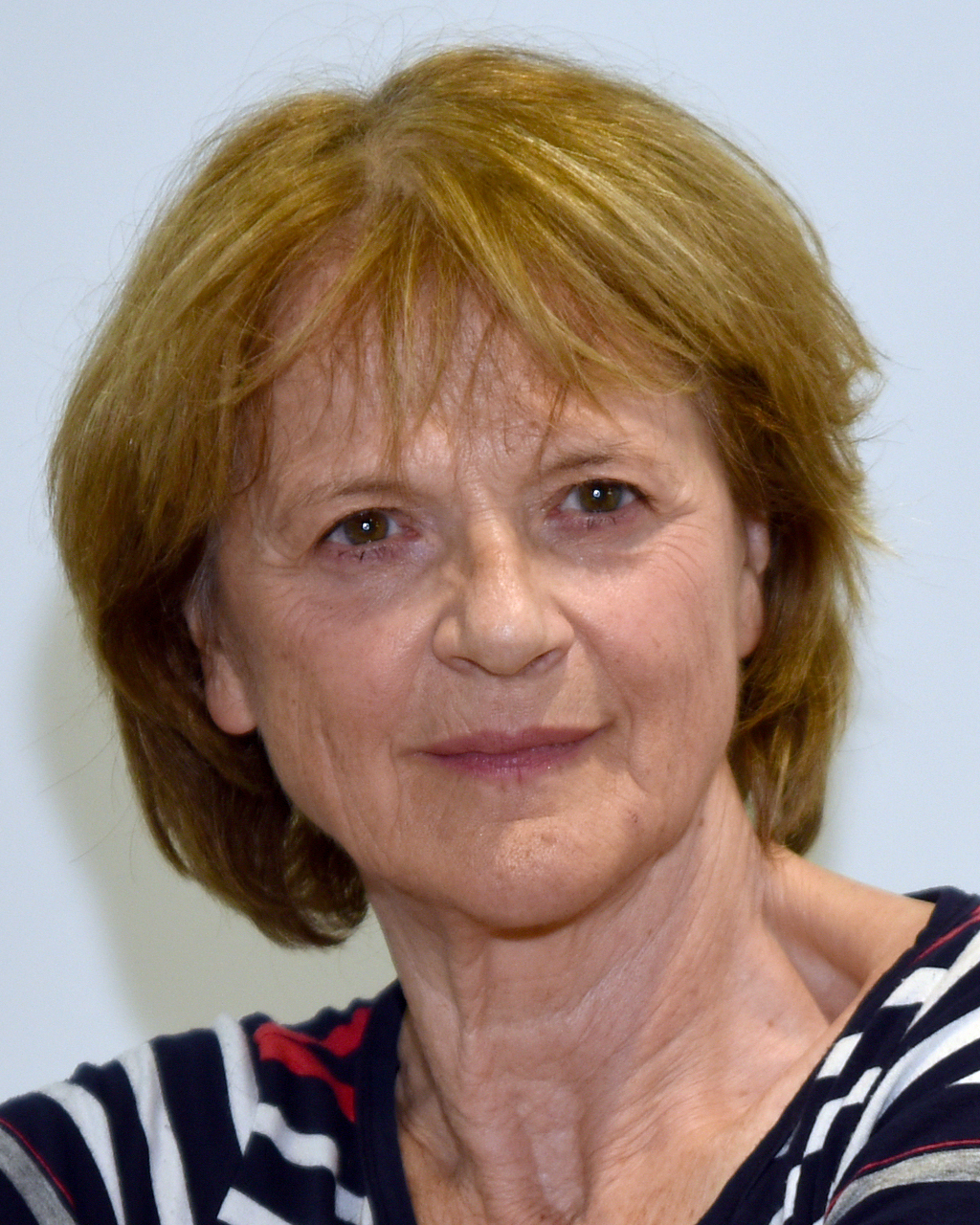
Taťjana Medvecká (* 10. listopadu)

- 2. ledna – Josef Rauvolf, překladatel a publicista
- 3. ledna – Jiří Šedivý, náčelník Generálního štábu Armády ČR
- 5. ledna – Oldřich Bubeníček, novinář a politik
- 10. ledna – Jaromír Meduna, herec
- 11. ledna
  - Eduard Kučera, podnikatel a spoluzakladatel společnosti Avast Software
  - Jaromír Vondra, kontrabasista a zpěvák trampské skupiny Hop Trop
- 13. ledna – Ivo Pelant, dramaturg a scenárista
- 14. ledna – Jana Kratochvílová, zpěvačka, textařka a skladatelka
- 15. ledna – Petr Mareš, místopředseda vlády Vladimíra Špidly
- 18. ledna – Otakar Divíšek, primátor statutárního města Hradce Králové
- 19. ledna – Vladimír Oppl, sochař a medailér
- 21. ledna – Jiří Spáčil, soudce Nejvyššího soudu České republiky
- 22. ledna
  - Petr Čermák, lékař a politik
  - Milan Horvát, romský aktivista
- 23. ledna
  - Ladislav Havel, biolog a genetik, rektor Mendelovy univerzity v Brně
  - Pavel Wonka, antikomunista a disident († 26. dubna 1988)
- 30. ledna – Zuzana Roithová, lékařka, politička, ministryně zdravotnictví
- 31. ledna
  - Jiří Kunert, ekonom a bankéř († 2. září 2024)
  - Čestmír Vlček, primátor statutárního města Ostravy
- 1. února – Jan Bednář, rozhlasový novinář a komentátor
- 6. února – Ivan Rynda, sociální a kulturní ekolog, politik
- 13. února
  - Jiří Dědeček, písničkář, básník, textař, překladatel, spisovatel
  - Jan Sovák, malíř
  - František Štambachr, československý fotbalový reprezentant
- 14. února – Josef Fronk, malíř
- 15. února
  - Miloslav Ransdorf, komunistický politik († 22. ledna 2016)
  - Jiřina Pavlíková, historička umění a politička
  - Jarmila Nygrýnová, halová mistryně Evropy ve skoku do dálky († 5. ledna 1999)
- 16. února – Jan Vávra, umělecký fotograf
- 20. února – Blanka Matragi, módní návrhářka a designérka
- 23. února
  - Pavel Holländer, soudce Ústavního soudu České republiky
  - Jaromír Kohlíček, politik
- 26. února
  - Daniel Korte, překladatel, filolog, lingvista, podnikatel a politik
  - Jan Mlčoch, teoretik umělecké fotografie
- 27. února – Gabriela Soukalová, běžkyně na lyžích, stříbrná medaile ze ZOH 1984
- 5. března – Jan Ruml, politik a aktivista v oblasti lidských práv, ministr vnitra
- 6. března – Ignác Antonín Hrdina, kněz, soudce, specialista na církevní právo
- 7. března – Miroslav Šik, švýcarský architekt českého původu
- 14. března
  - Nikos Armutidis, sochař a malíř řeckého původu
  - Vladimír Kostka, československý hokejový obránce
- 16. března – Radim Valenčík, vysokoškolský učitel, ekonom a politik
- 17. března – Jana Vaňourková, cestovatelka a fotografka
- 21. března – Dalibor Janda, zpěvák pop music, textař a hudební skladatel
- 22. března – Dagmar Havlová, herečka a manželka prezidenta Václava Havla
- 26. března – Ivan Hejna, scenárista, dramaturg
- 2. dubna – Petr Štěpánek, rektor Vysokého učení technického v Brně
- 4. dubna – Jan Novák, česko-americký spisovatel, scenárista a dramatik
- 10. dubna – Vladimír Záhorský, politik a lékař
- 17. dubna – Richard Mandelík, politik, jeden z iniciátorů vzniku sítě kampeliček
- 19. dubna – Ivan Luťanský, herec († 1. srpna 1983)
- 22. dubna – Jana Ševčíková, dokumentaristka
- 23. dubna – Pavel Kouba, filozof
- 24. dubna – Jindřich Kabát, ministr kultury České republiky († 14. července 2020)
- 28. dubna – Jiří Holý, literární historik a teoretik
- 11. května – Miloslav Pluháček, sochař, malíř a grafik
- 13. května
  - Rut Kolínská, zakladatelka hnutí mateřských center v České republice
  - Marie Noveská, politička († 11. září 1998)
- 16. května
  - Bedřich Ludvík, dramaturg, spisovatel, textař, skladatel, scenárista a režisér
  - Vítězslav Vávra, zpěvák a bubeník († 1. července 2021)
- 17. května – František Koníček, ministr práce a sociálních věcí ČR
- 18. května – Zdeněk Troška, režisér
- 21. května – Lubomír Brabec, kytarový virtuóz
- 23. května – Jan Lepš, odborník na rostlinnou ekologii
- 26. května – Stanislava Nopová, spisovatelka, básnířka, publicistka a vydavatelka
- 2. června – Petr Kolínský, scénograf, architekt, malíř, grafik, designér
- 3. června – František Černík, československý hokejový útočník
- 5. června – Zdenek Janda, malíř a grafik
- 7. června
  - Jaromír Nohavica, folkový písničkář, textař, libretista
  - Libuše Šafránková, herečka († 9. června 2021)
- 12. června – Jan Štern, televizní dramaturg a producent a politik
- 13. června – Iva Procházková, spisovatelka
- 23. června – Jan Koucký, odborník na školství a politik
- 29. června
  - František Chrástek, umělecký a reklamní fotograf
  - Kryštof (arcibiskup), pravoslavný metropolita Českých zemí a Slovenska
  - Zdeněk Petráň, lékař a numismatik
- 2. července – Vladimír Rejlek, trumpetista
- 4. července – Milan Chalupa, hokejový obránce
- 5. července – Peter Koliba, politik a lékař-gynekolog
- 16. července – Luděk Rubáš, ministr zdravotnictví ČR
- 20. července – Vlastimil Petržela, fotbalový trenér a bývalý hráč
- 21. července – Ivan Kmínek, spisovatel science fiction a chemik († 3. září 2013)
- 25. července
  - Olga Havlová, politička a knihovnice
  - Gabriela Osvaldová, herečka a textařka
- 26. července – Vlasta Formánková, soudkyně Ústavního soudu
- 30. července
  - Vladimír Beneš, lékař, specializací neurochirurg,
  - Marian Palla, prozaik, básník, výtvarník, publicista a recesista
- 31. července
  - Vladimír Dlouhý, ekonom a politik
  - Marie Součková, ministryně zdravotnictví ČR
- 4. srpna – Martin Foukal, prezident Notářské komory České republiky
- 9. srpna – Jiří Netík, sochař, řezbář a restaurátor
- 14. srpna – Jiří Balvín, ministr kultury ČR
- 15. srpna – Jan Kraus, herec, moderátor, publicista, dramatik a režisér
- 20. srpna – Alena Vykulilová, fotografka
- 27. srpna – Arnošt Vašíček, spisovatel, záhadolog a scenárista
- 28. srpna – Lubomír Franc, hejtman Královéhradeckého kraje
- 31. srpna – Jan Lata, lékař, rektor Ostravské univerzity v Ostravě
- 3. září – Rostislav Sionko, fotbalista, útočník a fotbalový trenér
- 4. září – Stanislav Klecandr, zpěvák, písničkář
- 5. září
  - Jan Neliba, hokejista
  - Pavel Šafařík, politik
- 9. září – Slávek Janoušek, písničkář
- 13. září – Hana Čížková, herečka
- 18. září
  - Ivo Barteček, historik a iberoamerikanista
  - Josef Hausmann, biochemik, tlumočník a spisovatel
- 22. září – Jaroslav Kirchner, sportovní novinář a spisovatel
- 24. září – Pavel Šámal, předseda Nejvyššího soudu
- 25. září – Jan Novotný, herec a divadelní režisér
- 3. října
  - Bohumil Starnovský, moderní pětibojař a olympionik
  - Gejza Valent, atlet, diskař († 6. října 2024)
  - Jan Kubice, ředitel policejního Útvaru pro odhalování organizovaného zločinu, ministr vnitra
- 6. října – Filip Šedivý, právník, diplomat a politik († 20. září 2008)
- 13. října – Libor Havlíček, hokejista
- 14. října
  - Petr Veselý, malíř, výtvarný pedagog a básník
  - Miroslav Virius, matematik a fyzik
- 17. října – Zdeněk Hojda, historik a pedagog
- 24. října – Jiří Bartek, vědec, lékař a biolog
- 30. října – Jan Kalvoda, advokát, ministr spravedlnosti ČR
- 31. října – Petr Vichnar, sportovní redaktor a televizní komentátor
- 1. listopadu – Radim Pařízek, frontman a bubeník hardrockové kapely Citron
- 10. listopadu
  - Taťjana Medvecká, herečka
  - Milan Tvrdík, germanista a překladatel
- 13. listopadu – Milan Štěch, odborář a levicově orientovaný politik
- 23. listopadu – Tadeusz Siwek, sociální geograf
- 26. listopadu – Oldřich Dědek, ekonom
- 28. listopadu – Miroslav Zavoral, lékař, internista – gastroenterolog
- 29. listopadu – Pavel Rödl, politik
- 30. listopadu
  - Jiří Balík, rektor České zemědělské univerzity
  - Martin Vadas, dokumentarista, režisér, kameraman a producent
- 1. prosince – Jiří Pavlica, lidový bard, zpěvák, houslista, skladatel
- 2. prosince
  - René Wokoun, rektor Univerzity Jana Evangelisty Purkyně v Ústí nad Labem
- 4. prosince – Markéta Prachatická, výtvarnice, kreslířka a autorka animovaných filmů
- 6. prosince – Václav Ševčík, hudebník, zpěvák a podnikatel
- 15. prosince – Jaroslav Monte Kvasnica, spisovatel, cestovatel a popularizátor přírody
- 17. prosince – Liana Janáčková, politička
- 18. prosince – Miroslav Sehnal, prozaik a publicista
- 19. prosince
  - Michal Klasa, cyklista, olympijský medailista
  - Jan Nebeský, divadelní režisér a pedagog
- 20. prosince – Robert Holman, člen bankovní rady ČNB
- 22. prosince – Miroslav Novák, první profesor politologie na Karlově univerzitě
- 23. prosince – Zdeněk Radvanovský, historik a pedagog
- 25. prosince – Antonín Procházka, herec, dramatik, scenárista a divadelní režisér
- 26. prosince – Kamila Ženatá, výtvarná umělkyně a skupinová psychoanalytička
- neznámé datum
  - Věra Koubová, překladatelka z němčiny
  - Tomáš Oulík, notář a spisovatel

### Svět
- 1. ledna

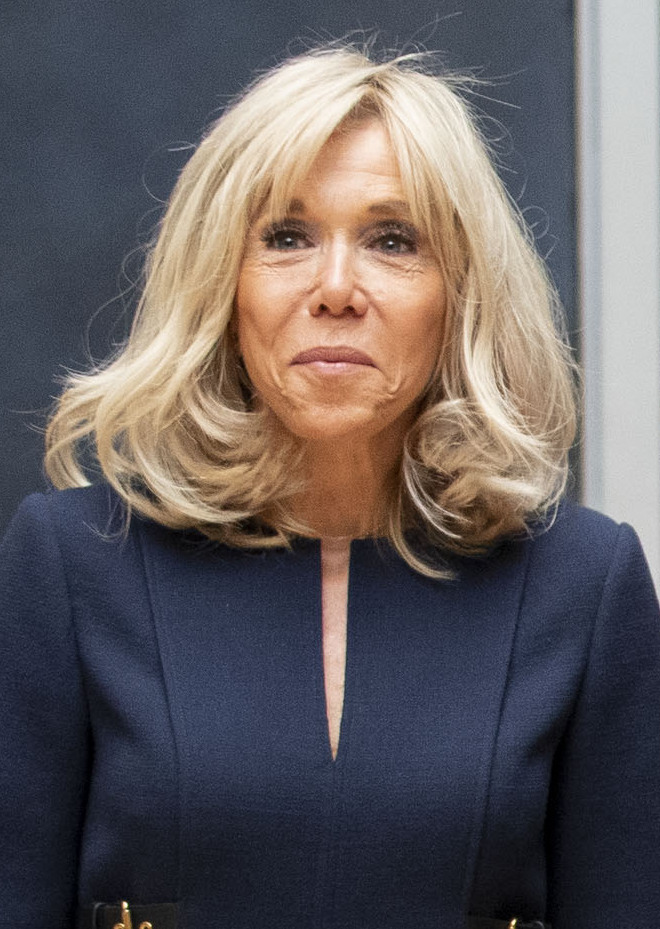
Brigitte Macron (* 13. dubna)

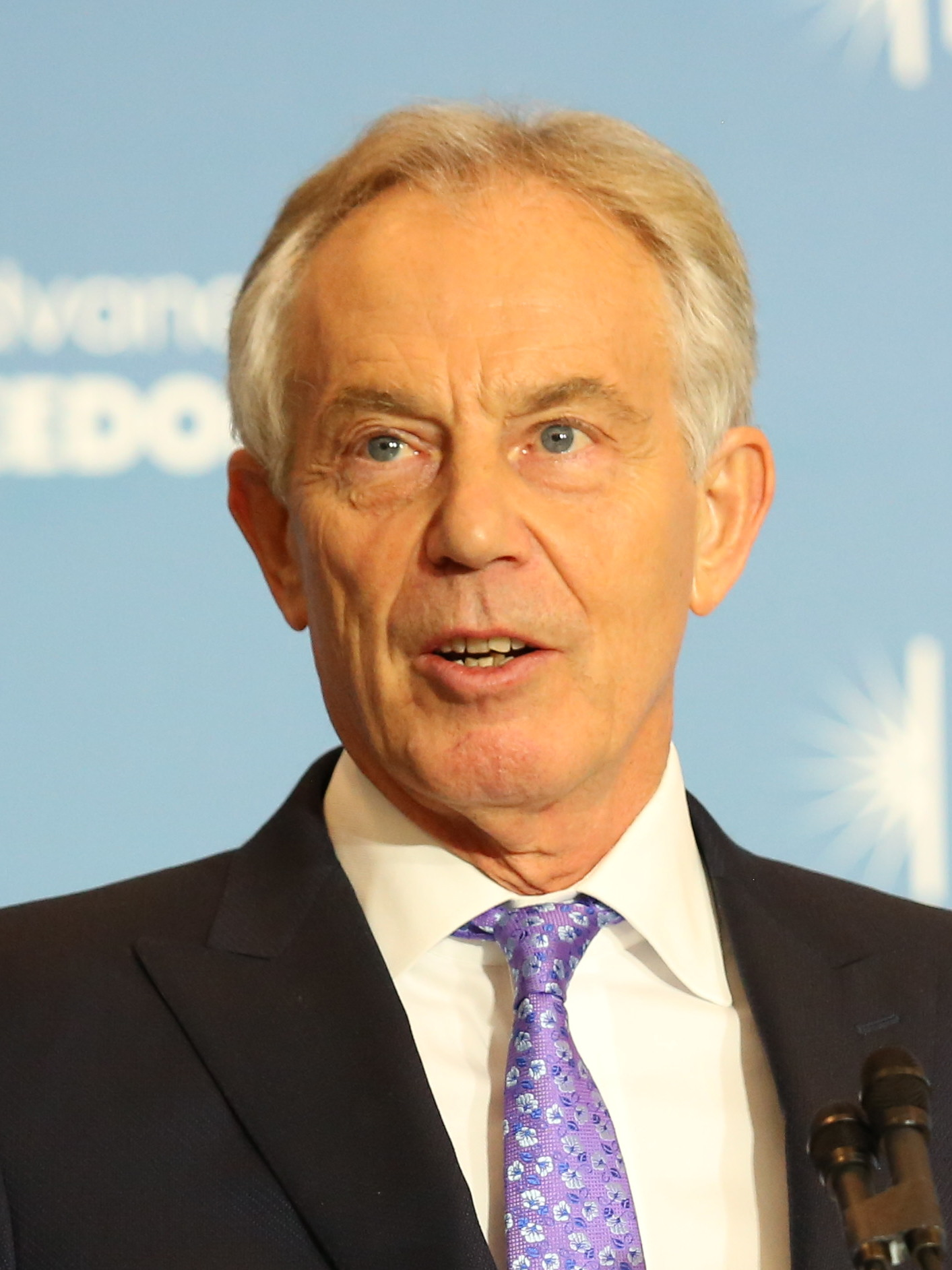
Tony Blair (* 6. května)

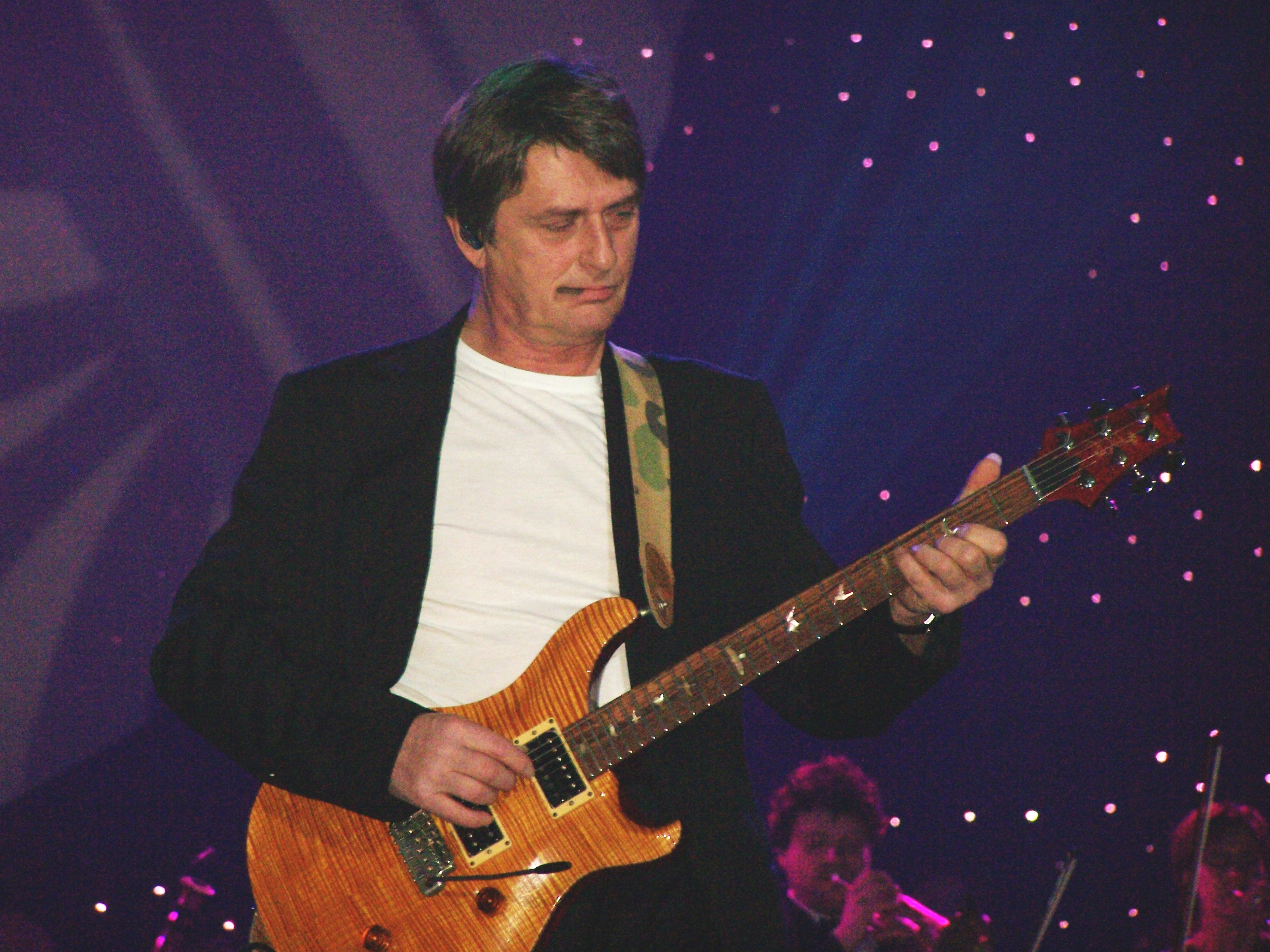
Mike Oldfield (* 15. května)

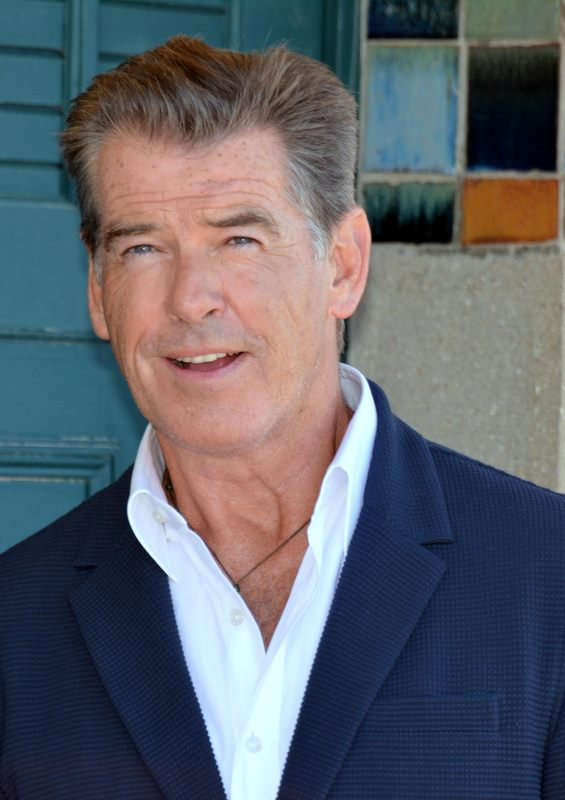
Pierce Brosnan (* 16. května)

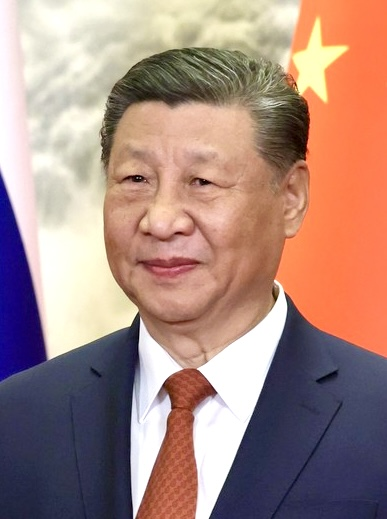
Si Ťin-pching (* 15. června)

  - Alpha Blondy, zpěvák a textař původem z Pobřeží slonoviny
  - Philippe Douste-Blazy, francouzský ministr zahraničí
  - Zoran Janković, slovinský politik
- 2. ledna – Daniel Hershkowitz, izraelský politik, matematik, rabín
- 3. ledna – Angelo Parisi, judista italského původu, olympijský vítěz
- 5. ledna
  - Mike Rann, premiér Jižní Austrálie
  - George Tenet, ředitel CIA
- 6. ledna
  - Manfred Kaltz, německý fotbalista
  - Malcolm Young, kytarista australské rockové skupiny AC/DC († 19. listopadu 2017)
- 8. ledna
  - Dominique Gaumont, francouzský jazzový kytarista († 10. listopadu 1983)
  - Marián Šťastný, československý hokejový útočník
- 10. ledna
  - Pat Benatar, americká hardrocková zpěvačka
  - Mike Stern, americký jazzový kytarista
- 12. ledna – Mary Harronová, kanadská režisérka a scenáristka
- 15. ledna – Gareth Hale, britský komediální herec
- 16. ledna – Robert Jay Mathews, vůdce řádu The Order, skupiny amerických bílých nacionalistů († 8. prosince 1984)
- 19. ledna – Clive Edwards, anglický bubeník
- 21. ledna – Paul Allen, americký podnikatel, který založil Microsoft s Billem Gatesem
- 22. ledna – Jim Jarmusch, americký režisér
- 23. ledna
  - Cathy Hopkinsová, anglická novelistka
  - Alister McGrath, britský anglikánský teolog, biofyzik
- 26. ledna – Anders Fogh Rasmussen, dánský politik, generální tajemník NATO
- 28. ledna – Richard Anconina, francouzský filmový herec
- 31. ledna
  - Peter Peteraj, slovenský kytarista
  - Jacek Chmielnik, polský filmový a divadelní herec, dramatik († 22. srpna 2007)
- 2. února – Charles Petzold, americký matematik a programátor
- 8. února – Art Bergmann, kanadský zpěvák a kytarista
- 9. února
  - Miquette Giraudy, francouzská hráčka na klávesové nástroje, zpěvačka a skladatelka
  - Lawrence Venuti, americký translatolog
- 10. února – Michael Grüttner, německý historik
- 11. února – Raija Siekkinenová, finská spisovatelka, povídkářka († 7. února 2004)
- 14. února – Hans Krankl, rakouský fotbalista
- 16. února – Lanny McDonald, kanadský lední hokejista
- 17. února – Pertti Karppinen, finský veslař, trojnásobný olympijský vítěz
- 18. února
  - Mihkel Mutt, estonský spisovatel
  - Gérard Rancinan, francouzský portrétní a reportážní fotograf
- 19. února
  - Cristina Fernández de Kirchner, argentinská prezidentka
  - Massimo Troisi, italský herec, scenárista, režisér a básník († 4. června 1994)
- 21. února – William Petersen, americký herec
- 22. února
  - Nigel Planer, anglický herec, komik, spisovatel a dramatik
  - Romas Kalanta, litevský národní hrdina († 14. května 1972)
- 25. února
  - Reggie Lucas, americký kytarista a hudební producent
  - José María Aznar, předseda vlády Španělska
- 26. února – Michael Bolton, americký zpěvák a skladatel
- 27. února – Yolande Moreau, belgická herečka a filmová režisérka
- 28. února
  - Falko Daim, rakouský archeolog
  - Paul Krugman, americký ekonom a spisovatel, nositel Nobelovy ceny
- 2. března – David Hykes, americký zpěvák
- 3. března
  - Robyn Hitchcock, britský písničkář
  - Josef Winkler, rakouský spisovatel
  - Zico, brazilský fotbalista a trenér
- 4. března – Dušan Jarjabek, slovenský hudební pedagog, operní pěvec (baryton) a politik
- 5. března – Michael Sandel, americký politický filozof
- 6. března – Carolyn Porcová, americká astronomka
- 11. března
  - Jürgen Kurths, německý fyzik a matematik
  - Bernie LaBarge, kanadský kytarista, zpěvák, skladatel a textař
- 13. března – Isabelle Huppertová, francouzská divadelní a filmová herečka
- 15. března – Heather Graham Pozzessereová, americká spisovatelka
- 16. března – Richard Stallman, americký hacker a zakladatel hnutí svobodného softwaru
- 19. března – Billy Sheehan, americký baskytarista
- 23. března – Chaka Khan, americká zpěvačka
- 24. března – Sergej Starostin, ruský jazykovědec († 30. září 2005)
- 25. března – Lorna Byrne, irská mystička a spisovatelka
- 27. března – Annemarie Moserová-Pröllová, rakouská lyžařka
- 1. dubna – Pavol Biroš, slovenský fotbalista, československý reprezentant
- 4. dubna – Oleg Orlov, ruský biolog, aktivista
- 6. dubna
  - Patrick Doyle, skotský skladatel filmové hudby
  - Christopher Franke, německý hudebník a hudební skladatel
- 9. dubna – Dominique Perrault, francouzský architekt
- 11. dubna
  - Andrew Wiles, britský matematik
  - Guy Verhofstadt, belgický premiér
- 13. dubna – Konrad Paul Liessmann, rakouský literární vědec a filozof
- 14. dubna – Eric Tsang, hongkongský herec, režisér, producent
- 19. dubna
  - Rod Morgenstein, americký rockový bubeník
  - Sara Simeoniová, italská atletka, olympijská vítězka ve skoku do výšky
- 28. dubna
  - Kim Gordon, americká zpěvačka, muzikantka a umělkyně
  - Roberto Bolaño, chilský spisovatel († 15. července 2003)
- 29. dubna – Nikolaj Budarin, ruský kosmonaut
- 2. května – Valerij Gergijev, ruský dirigent
- 3. května – Valerij Korzun, ruský kosmonaut
- 6. května
  - Tony Blair, britský premiér
  - Graeme Souness, skotský fotbalista
  - Alexandr Akimov, sovětský inženýr, vedoucí směny 4. reaktoru Černobylské jaderné elektrárny v den Černobylské havárie
- 8. května – Alex Van Halen, nizozemský hudebník
- 9. května – John Edwards, anglický baskytarista
- 10. května – Yekta Uzunoğlu, kurdský lékař a podnikatel
- 11. května – Đorđe Balašević, srbský rockový písničkář, textař
- 14. května
  - Norodom Sihamoni, kambodžský král
  - John Rutsey, kanadský bubeník
- 15. května – Mike Oldfield, britský multiinstrumentalista, skladatel a zpěvák
- 16. května – Pierce Brosnan, irský herec
- 19. května – Šavarš Karapetjan, arménský závodník v ploutvovém plavání
- 23. května
  - Rick Fenn, britský rockový kytarista
  - Agathe Uwilingiyimana, premiérka Rwandy († 7. dubna 1994)
- 24. května – Alfred Molina, britsko-americký herec
- 25. května – Colin Falconer, britský spisovatel
- 26. května – Richard Sohl, americký rockový hudebník († 3. června 1990)
- 28. května
  - Arto Lindsay, americký kytarista, hudební producent a skladatel
  - Ján Orosch, slovenský římskokatolický arcibiskup
- 29. května – Danny Elfman, americký zpěvák a hudební skladatel
- 30. května
  - Colm Meaney, irský herec
  - John Oswald, kanadský hudební skladatel a saxofonista
- 2. června
  - Cornel West, americký filozof a politický aktivista
  - Lech Janerka, polský zpěvák a baskytarista
- 3. června – Patrick Blanc, francouzský botanik, vědec a umělecký designér
- 5. června – Penny Wolinová, americká portrétní fotografka
- 8. června – Jeff Rich, anglický rockový bubeník
- 11. června
  - José Bové, francouzský politik, odborář, alterglobalizační aktivista
  - Věra Komisovová, sovětská sprinterka, olympijská vítězka
  - Mark Nauseef, americký bubeník
- 13. června
  - Tim Allen, americký komik, charakterní herec a bavič
  - Greg Cohen, americký jazzový kontrabasista
- 14. června – David Thomas, americký zpěvák, skladatel a hudebník († 23. dubna 2025)
- 15. června – Si Ťin-pching, čínský prezident
- 16. června
  - Ladislav Kaboš, slovenský režisér
  - Ian Mosley, britský rockový bubeník
  - Ko Jong-hui, severokorejská tanečnice a milenka vůdce Kim Čong-ila († 27. srpna 2004)
- 18. června – Vladyslav Terzyul, ukrajinský horolezec († 18. května 2004)
- 19. června
  - Pavel Čáni, srbský malíř, grafik a pedagog
  - Robert Epstein, americký psycholog, profesor, spisovatel a novinář
- 20. června
  - Dušan Rapoš, slovenský režisér, scenárista, textař a hudební skladatel
  - Robert Crais, americký spisovatel
  - Ulrich Mühe, německý herec († 22. července 2007)
- 21. června – Bénazír Bhuttová, pákistánská premiérka († 27. prosince 2007)
- 22. června
  - Willem Jacobus Eijk, arcibiskup Utrechtu, nizozemský primas, kardinál
  - Cyndi Lauper, americká zpěvačka, skladatelka a herečka
- 23. června – Russell Mulcahy, australský filmový režisér
- 24. června – William E. Moerner, americký fyzikální chemik, nositel Nobelovy ceny
- 1. července
  - Lawrence Gonzi, předseda vlády Maltské republiky
  - Jadranka Kosorová, chorvatská premiérka
- 3. července – Iren Stehli, švýcarsko-česká dokumentární fotografka
- 7. července – Gottfried Vollmer, německý herec
- 8. července – Ferenc Kocsis, maďarský zápasník, olympijský vítěz
- 9. července – Jozef Heriban, slovenský spisovatel, scenárista a politik
- 10. července – Zoogz Rift, americký wrestler, hudebník a skladatel († 22. března 2011)
- 15. července – Jean-Bertrand Aristide, prezident Haiti
- 20. července
  - Dave Evans, australský zpěvák
  - Thomas Friedman, americký novinář a spisovatel literatury faktu
  - Ladislav Jurkemik, slovenský fotbalista, československý reprezentant
- 22. července – Brian Howe, anglický rockový zpěvák a skladatel
- 23. července – Najib Razak, premiér Malajsie
- 29. července
  - Geddy Lee, kanadský hudebník
  - Patti Scialfa, americká zpěvačka a kytaristka
- 30. července
  - Alexandr Balandin, sovětský kosmonaut, který pracoval pět měsíců na stanici Mir
  - Philip Davis, anglický herec a režisér
- 31. července – James Read, americký filmový herec
- 1. srpna – Robert Cray, americký bluesový kytarista a zpěvák
- 6. srpna – Anatolij Bykov, sovětský zápasník, olympijský vítěz
- 8. srpna
  - Lady Bianca, americká bluesová zpěvačka
  - Nigel Mansell, anglický pilot Formule 1
- 9. srpna – Jean Tirole, francouzský profesor ekonomiky, nositel Nobelovy ceny
- 10. srpna – Ernest Valko, slovenský a československý právník a politik
- 11. srpna
  - Hulk Hogan, americký herec a bývalý profesionální wrestler
  - Joachim Friedrich, německý ekonom a spisovatel
  - Anton Marec, slovenský spisovatel († 21. září 2021)
  - Dominik Wieczorkowski-Rettinger, polský dramatik, filmový režisér a scenárista
- 13. srpna
  - Carla Bodendorfová, německá atletka, sprinterka, olympijská vítězka
  - František Griglák, slovenský rockový kytarista
- 14. srpna – James Horner, americký hudební skladatel († 22. června 2015)
- 15. srpna
  - Steve Biddulph, australský psycholog, rodinný terapeut a spisovatel
  - Wolfgang Hohlbein, německý spisovatel sci-fi, fantasy a hororu
- 17. srpna – Herta Müllerová, německá spisovatelka, nositelka Nobelovy ceny
- 18. srpna – David Benoit, americký jazzový klavírista
- 20. srpna – Valentin Rajčev, bulharský zápasník, volnostylař, olympijský vítěz
- 23. srpna
  - Artūras Paulauskas, předseda litevského seimu, zastupující prezident
  - Randy Williams, americký olympijský vítěz ve skoku do dálky
- 26. srpna – Valerij Bganba, prezident Abcházie
- 27. srpna
  - Alex Lifeson, kanadský hudebník
  - Peter Stormare, švédský herec, režisér, dramatik a hudebník
- 28. srpna – Peter Kalmus, slovenský výtvarník, fotograf
- 29. srpna – Marta Beňačková, slovenská operní pěvkyně-mezzosopranistka
- 30. srpna
  - Horace Panter, baskytarista britské skupiny The Specials
  - Robert Parish, americký basketbalista
- 31. srpna – Pavel Vinogradov, ruský kosmonaut
- 1. září – Andres Mustonen, estonský dirigent a houslista
- 2. září
  - John Zorn, americký avantgardní altsaxofonista a skladatel
  - Ahmad Šáh Masúd, afghánský politik a vojevůdce († 9. září 2001)
- 3. září – Jean-Pierre Jeunet, francouzský filmový režisér
- 6. září – Patti Yasutakeová, americká herečka japonského původu
- 7. září – Benmont Tench, americký hudebník
- 8. září – Vjačeslav Moše Kantor, předseda Evropského židovského kongresu
- 12. září
  - Stephen Sprouse, americký módní návrhář († 4. března 2004)
  - Nan Goldinová, americká fotografka
- 14. září – Ján Slota, slovenský nacionalistický politik
- 16. září
  - Christopher Rich, americký herec
  - Alan Barton, britský zpěvák, kytarista a textař († 23. března 1995)
- 17. září – Steve Williams, bubeník velšské heavy metalové skupiny Budgie
- 18. září – Anna Levine, americká herečka
- 19. září – Grzegorz Błaszczyk, polský historik
- 21. září
  - Andrew Heermans, americký baskytarista a zvukový inženýr
  - Lars Saabye Christensen, norský spisovatel
  - Reinhard Marx, německý kardinál
- 22. září – Tomasz Wójtowicz, polský volejbalista († 24. října 2022)
- 24. září – Matthias Thumser, německý historik
- 27. září
  - Mata Amritanandamayi, indická hinduistická duchovní učitelka a zakladatelka sítě charitativních aktivit
  - Claudio Gentile, italský fotbalista
  - Greg Ham, australský hudebník a mutliinstrumentalista († 19. dubna 2012)
- 1. října
  - Klaus Wowereit, starosta hlavního města Berlína
  - Grete Waitzová, norská atletka v maratonskému běhu, mistryně světa († 19. dubna 2011)
- 4. října
  - Tchéky Karyo, francouzský herec
  - Andreas Vollenweider, švýcarský hudebník
- 7. října – Tico Torres, americký bubeník skupiny Bon Jovi
- 9. října
  - Sophie Calle, francouzská spisovatelka, fotografka a konceptuální umělkyně
  - Tony Shalhoub, americký herec
- 11. října – David Morse, americký televizní a filmový herec
- 13. října – Mordechaj Vanunu, izraelský jaderný technik
- 15. října
  - Larry Miller, americký herec, komik
  - Walter Jon Williams, americký spisovatel science fiction
- 16. října
  - Uwe Büschken, německý herec
  - Tony Carey, americký klávesista
  - Paulo Roberto Falcão, brazilský fotbalista a trenér
  - George Scott III, americký baskytarista († 5. srpna 1980)
- 18. října – Georgi Rajkov, bulharský zápasník, volnostylař, olympijský vítěz († 12. srpna 2006)
- 20. října – Dave Dowle, anglický bubeník
- 21. října – Messoud Efendiev, ázerbájdžánský vědec, matematik
- 22. října – Johannes Nollé, německý historik, epigrafik a numismatik
- 25. října – Alexios Schandermani, íránský spisovatel
- 27. října – Robert Picardo, americký herec
- 29. října – Denis Potvin, kanadský lední hokejista
- 7. listopadu – Ottfried Fischer, německý herec, konferenciér a humorista
- 13. listopadu
  - Frances Conroy, americká herečka
  - Tracy Scogginsová, americká herečka
- 14. listopadu
  - James Guthrie, anglický hudební producent a zvukový inženýr
  - Dominique de Villepin, francouzský spisovatel, diplomat a politik
- 16. listopadu – Zigmantas Balčytis, litevský premiér, matematik a ekonom
- 18. listopadu – Alan Moore, anglický komiksový scenárista
- 19. listopadu – Robert Beltran, americký herec
- 23. listopadu
  - Francis Cabrel, francouzský zpěvák, kytarista a hudební skladatel
  - Brian Teacher, americký tenista
- 26. listopadu – Julien Temple, anglický režisér
- 27. listopadu – Boris Grebenščikov, ruský básník, skladatel a hudebník
- 28. listopadu – Naděžda Olizarenková, sovětská atletka, olympijská vítězka († 19. února 2017)
- 29. listopadu
  - Alex Grey, americký výtvarný umělec
  - Tommy Wonder, nizozemský kouzelník († 26. června 2006)
- 4. prosince – Jean-Marie Pfaff, belgický fotbalista
- 6. prosince – Tom Hulce, americký herec a producent
- 8. prosince
  - Kim Basinger, americká herečka
  - Norman Finkelstein, americký politolog a spisovatel
  - Władysław Kozakiewicz, polský olympijský vítěz ve skoku o tyči.
- 9. prosince – John Malkovich, americký herec, režisér, divadelní výtvarník
- 12. prosince
  - Alexandr Beljavskij, slovinský šachový velmistr
  - Bruce Kulick, americký kytarista
- 13. prosince – Ben Bernanke, americký ekonom
- 17. prosince – Ikue Mori, japonská bubenice a grafická designérka
- 18. prosince – David Chipperfield, anglický architekt
- 21. prosince – András Schiff, britský klavírní virtuos a dirigent
- 22. prosince – Gregor Fisher, skotský komik a herec
- 23. prosince – Marián Geišberg, slovenský herec, písničkář, spisovatel a humorista († 10. listopadu 2018)
- 26. prosince
  - Toomas Hendrik Ilves, estonský prezident
  - Henning Schmitz, německý hráč na syntezátory a zvukový inženýr
  - Vladimir Lobanov, sovětský rychlobruslař
- 28. prosince
  - Richard Clayderman, francouzský pianista
  - James Foley, americký filmový režisér  († 6. května 2025)
- 29. prosince
  - Gali Atari, izraelská herečka a zpěvačka
  - Thomas Bach, německý olympijským vítězem v šermu fleretem
  - Joe Vitale, americký profesionální kouč, motivační řečník, spisovatel
  - Jimmy Copley, anglický bubeník († 13. května 2017)
- neznámé datum
  - Pierre Bastien, francouzský skladatel
  - Heinz Cornel, německý kriminolog a pedagog
  - Mark Epstein, americký psychiatr
  - Dick Forsman, finský ornitolog a fotograf
  - Felix Francis, britský spisovatel
  - Joe Gibbons, americký experimentální filmový režisér
  - Mike Jenkins, velšský básník
  - Helmut Knocke, německý historik architektury
  - Tamir Pardo, ředitel izraelské zpravodajské služby Mosad
  - Ulrik Spang-Hanssen, dánský varhaník

## Úmrtí

### Česko

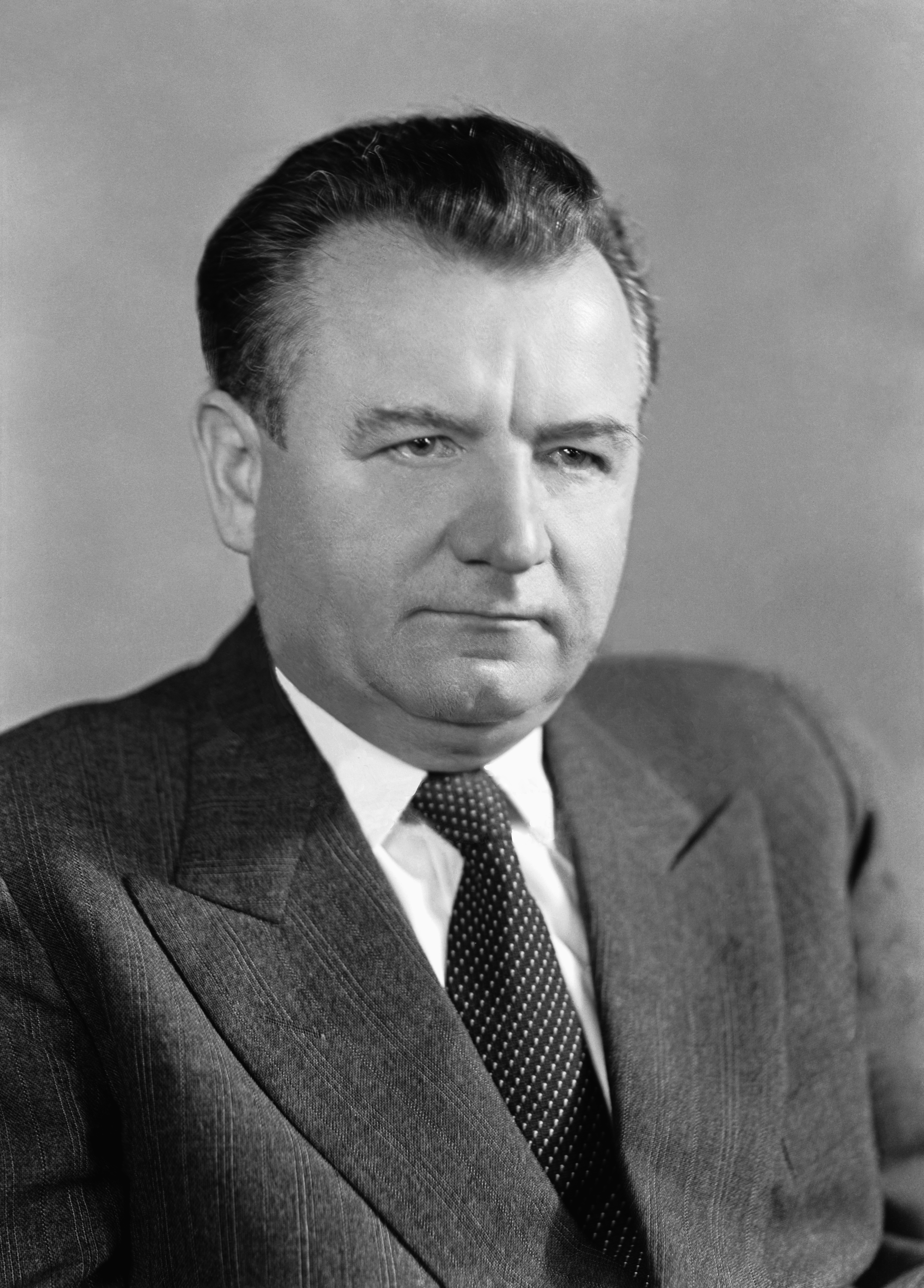
Klement Gottwald († 14. března)

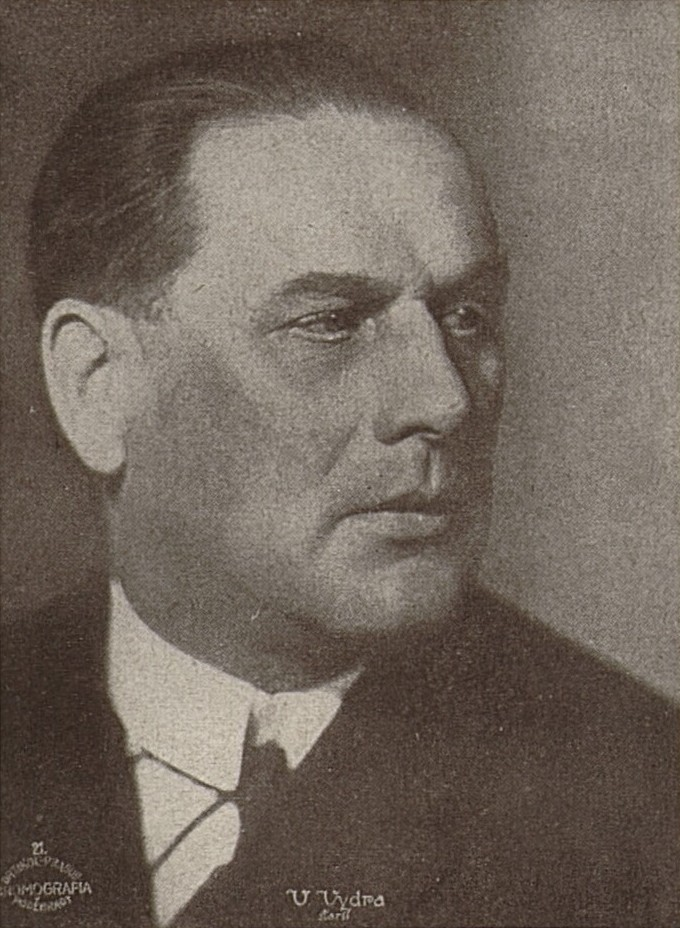
Václav Vydra († 7. dubna)

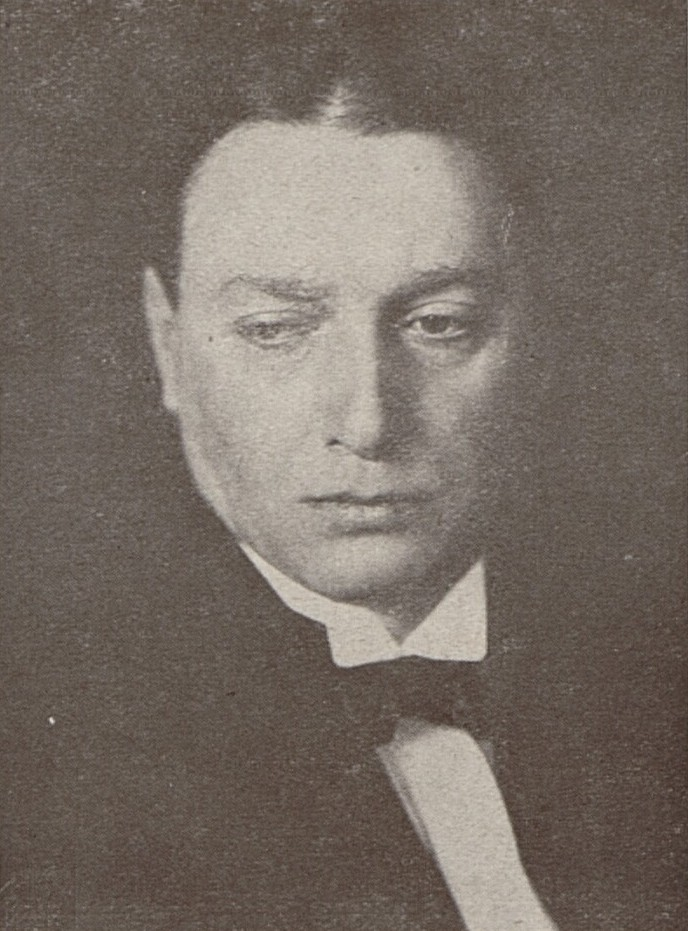
Emil Filla († 7. října)

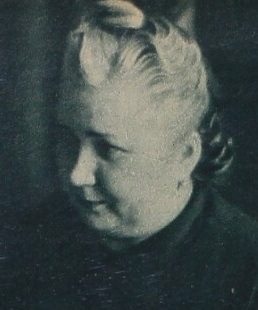
Marta Gottwaldová († 28. října)

- 4. ledna – Jindřich Heisler, surrealistický spisovatel a výtvarník (* 1. září 1914)
- 8. ledna – Alois Hajn, novinář (* 31. května 1870)
- 9. ledna – Karel Hynek, básník (* 11. září 1925)
- 17. ledna – Ignác Stuchlý, první provinciál české salesiánské provincie (* 14. prosince 1869)
- 18. ledna – Mirko Štork, operní pěvec, tenorista (* 2. července 1880)
- 25. ledna
  - Josef Kuška, kněz, generální vikář české části litoměřické diecéze (* 24. února 1873)
  - Marie Ptáková, herečka (* 18. ledna 1873)
- 30. ledna – Pavel Babík, člen protikomunistického odboje (* 26. ledna 1924)
- 4. února – Chajim Kugel, československý a izraelský politik (* ? 1897)
- 26. února – Fedor Houdek, čs. ministr výživy lidu (* 5. ledna 1877)
- 7. dubna – Václav Vydra, divadelní herec a režisér (* 29. dubna 1876)
- 14. března – Klement Gottwald, první komunistický prezident ČSR (* 23. listopadu 1896)
- 25. března – František Merta, československý politik (* 4. října 1872)
- 27. března – Antonín Profous, odborník na toponomastiku (* 2. ledna 1878)
- 31. března – Mikuláš Pružinský, československý politik, ministr slovenské vlády, válečný zločinec (* 13. prosince 1886)
- 9. dubna – Vincenc Lesný, indolog a překladatel (* 3. dubna 1882)
- 20. dubna
  - Radim Drejsl, skladatel, klavírista a dirigent (* 29. dubna 1923)
  - Jindřich Honzl, režisér a divadelní teoretik (* 14. května 1894)
- 22. dubna – Elly Oehlerová, architektka a bytová návrhářka (* 6. června 1905)
- 1. května – Ladislav F. Dvořák, ekonom (* 31. května 1888)
- 3. května – Oldřich Blažíček, akademický malíř, představitel moderní krajinomalby (* 5. ledna 1887)
- 14. května – Wilhelm Niessner, československý politik německé národnosti (* 21. září 1873)
- 18. května – Ferdinand Vodička, klavírista, dirigent, sbormistr, hudební skladatel a pedagog (* 27. května 1895)
- 29. května – Cyril Bartoň z Dobenína, průmyslník a filantrop (* 24. prosince 1863)
- 31. května – Adolf Kellner, dialektolog, bohemista a romanista (* 27. března 1904)
- 4. června – Otakar Frič, baptistický misionář (* 11. května 1877)
- 7. června – Wenzel Salomon, malíř německé národnosti (* 4. února 1874)
- 8. června – Josef Černoch, spisovatel (* 1. srpna 1873)
- 10. června – Karel Domin, botanik, rektor Univerzity Karlovy (* 4. května 1882)
- 13. června – Rudolf Ludmila, malíř (* 16. prosince 1872)
- 16. července – Stanislav Ondříček, houslista a hudební pedagog (* 23. srpna 1885)
- 18. července – Ladislav Vele, malíř (* 24. dubna 1906)
- 20. července – Hugo Sonnenschein, český, německy píšící básník a anarchista (* 25. května 1889)
- 25. července
  - Jan Šeba, československý politik a diplomat (* 26. prosince 1886)
  - Václav Freiman, československý politik (* 27. listopadu 1878)
- 30. července – Ludvík Pelíšek, hudební skladatel (* 12. července 1910)
- 13. srpna – Marta Pavlisová, rychlostní kanoistka (* 28. července 1914)
- 21. srpna – Jan Plesl, československý politik, oběť komunismu (* 21. prosince 1898)
- 9. září – Bedřich Beneš Buchlovan, spisovatel a překladatel (* 21. dubna 1885)
- 30. září – Wenzel Lorenz, československý politik německé národnosti (* 10. ledna 1875)
- 4. října – Karel Holan, malíř (* 4. prosince 1893)
- 5. října – Jindřich Feld starší, houslista, hudební pedagog a skladatel (* 23. května 1883)
- 7. října – Emil Filla, kubistický malíř, grafik a sochař (* 4. dubna 1882)
- 5. listopadu – Ferdinand Hrejsa, evangelický teolog a historik (* 19. ledna 1867)
- 17. října
  - Milan Babuška, architekt (* listopad 1884)
  - Karl Breu, česý iluzionista (* 10. ledna 1884)
- 21. října – Oldřich Tomíček, analytický chemik (* 10. října 1891)
- 22. října – Augustin Kliment, československý voják a komunistický politik (* 3. srpna 1889)
- 23. října – Ferdinand Klindera, československý politik (* 22. října 1875)
- 28. října – Marta Gottwaldová, manželka prezidenta Klementa Gottwalda (* 17. září 1899)
- 18. listopadu – František Votruba, básník, literární kritik, novinář a politik (* 13. dubna 1880)
- 18. prosince – Josef Opletal, lesník (* 20. listopadu 1863)
- 19. prosince – Adolf Kramenič, varhaník, sbormistr a hudební skladatel (* 25. února 1889)
- 22. prosince – Antonín Výtvar, sídelní kanovník litoměřické kapituly (* 15. října 1881)
- 24. prosince – Vojtěch Šanda, děkan teologické fakulty Univerzity Karlovy, profesor semitských jazyků (* 15. října 1873)
- 25. prosince – Artuš Černík, básník a publicista (* 26. července 1900)
- 29. prosince
  - Rudolf Novotný, voják a příslušník výsadku Spelter (* 28. prosince 1914)
  - Jozef Trojan, odbojář a politik (* 25. března 1906)
- neznámé datum
  - Karl Heinrich Alberti, pedagog a kronikář Aše (* 15. prosince 1856)
  - Otakar Vochoč, poslanec (* 18. srpna 1863)
  - Jaromír Špaček, československý politik (* 21. června 1879)
  - Antonín Tonder, fotograf (* 1. září 1888)

### Svět

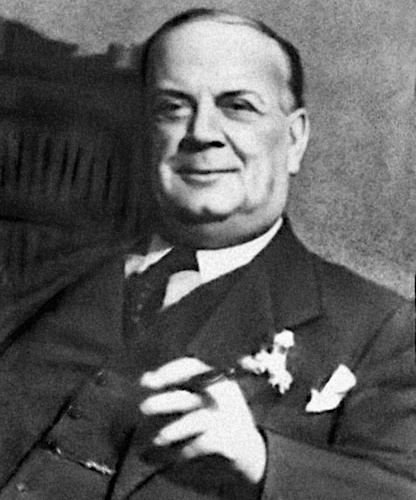
Guccio Gucci († 2. ledna)

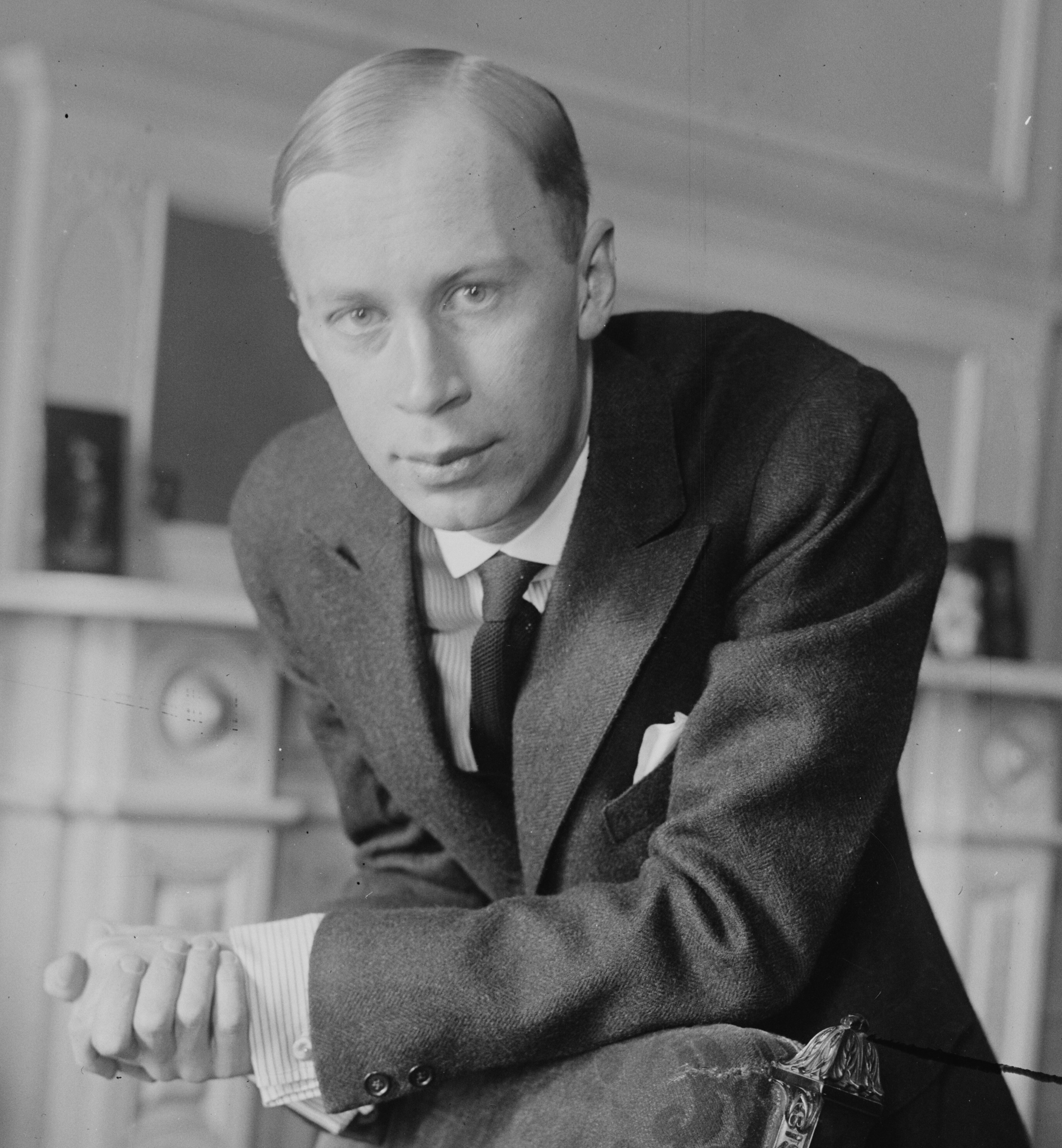
Sergej Prokofjev († 5. března)

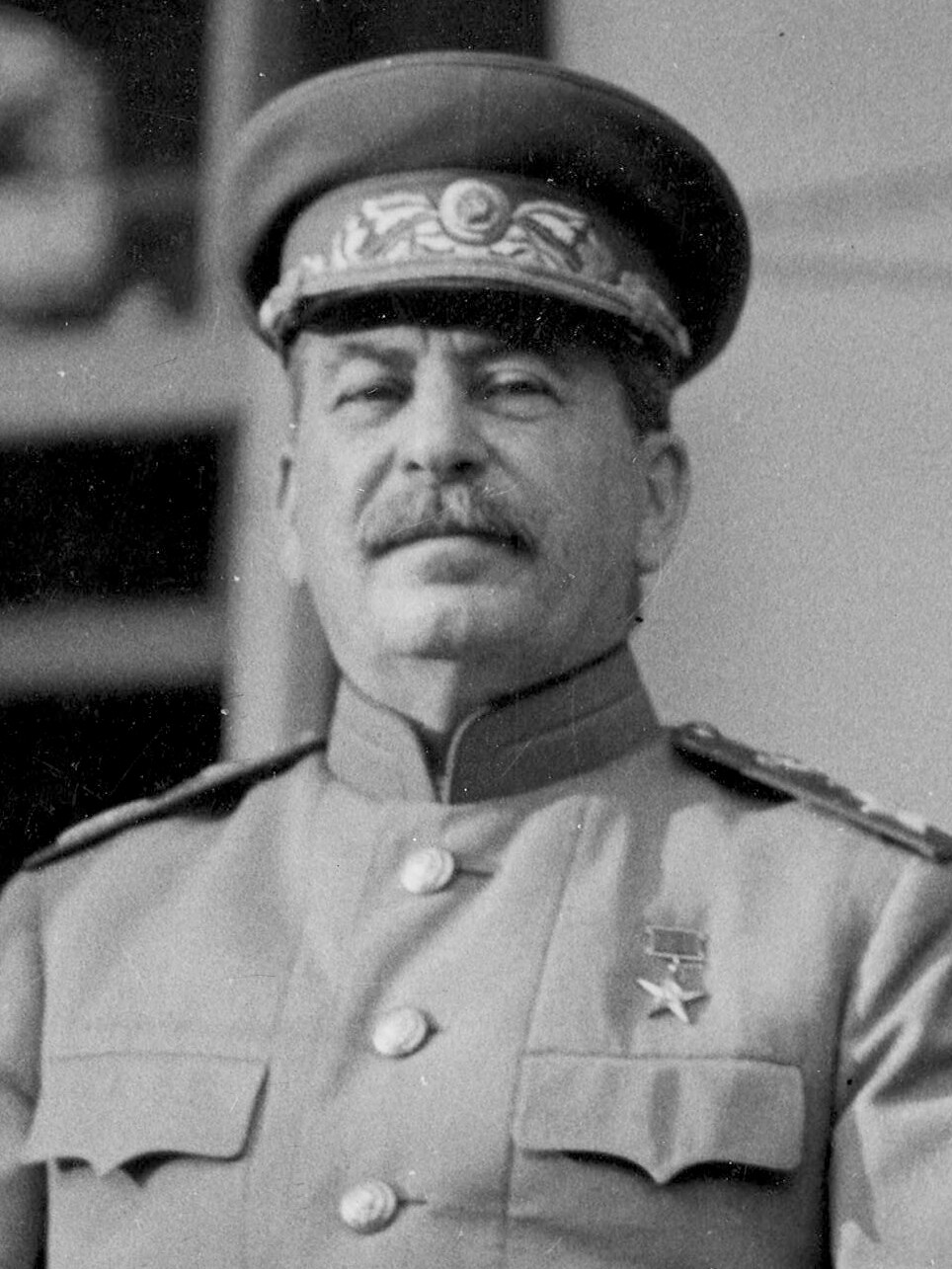
Josif Vissarionovič Stalin († 5. března)

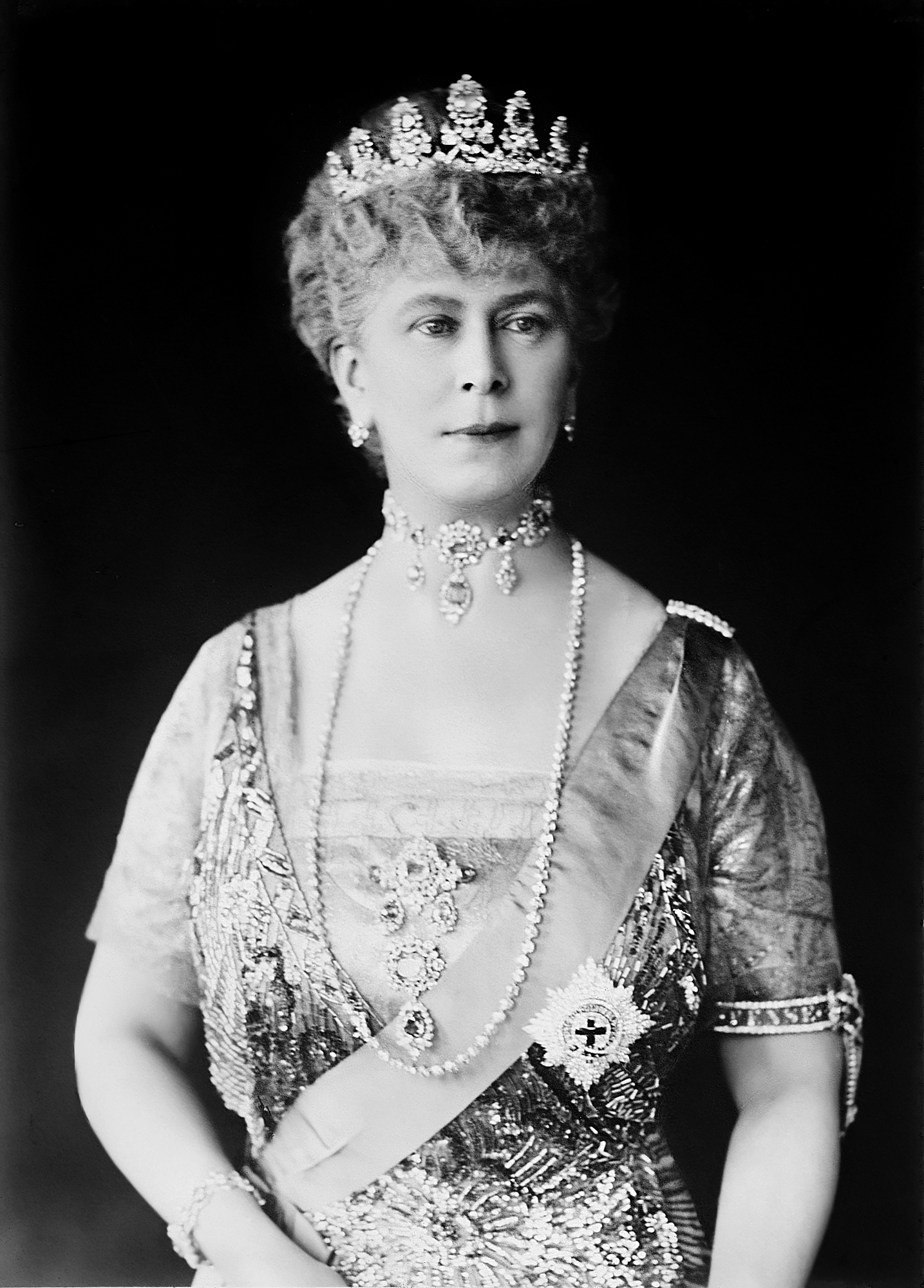
Marie z Tecku († 24. března)

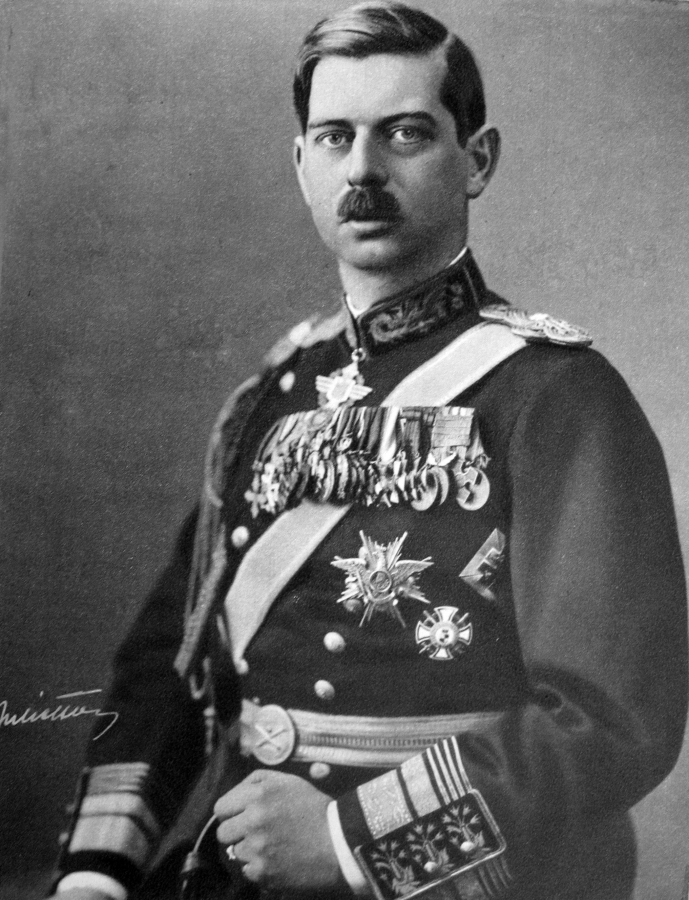
Karel II. Rumunský († 4. dubna)

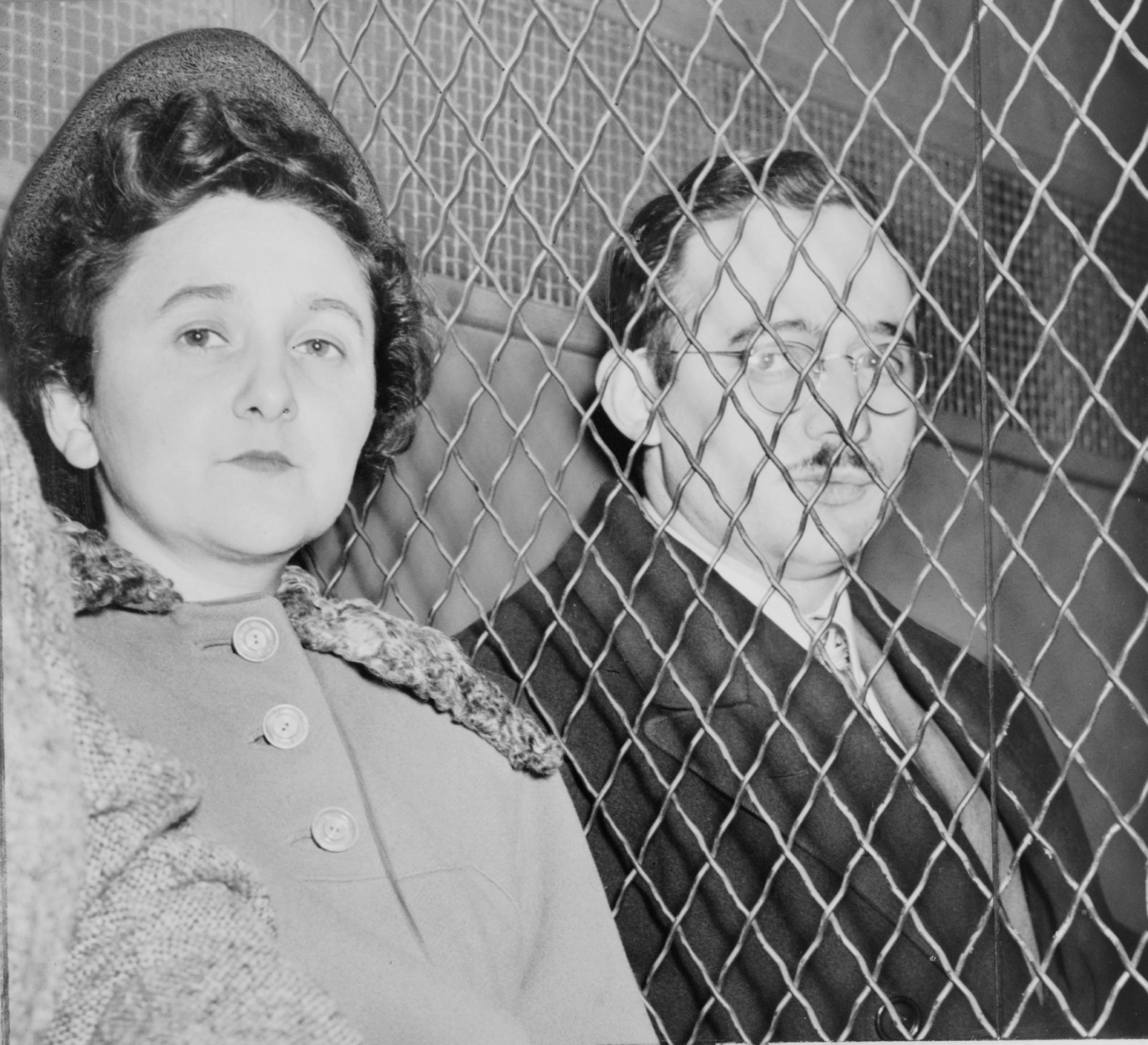
Julius a Ethel Rosenbergovi († 19. června)

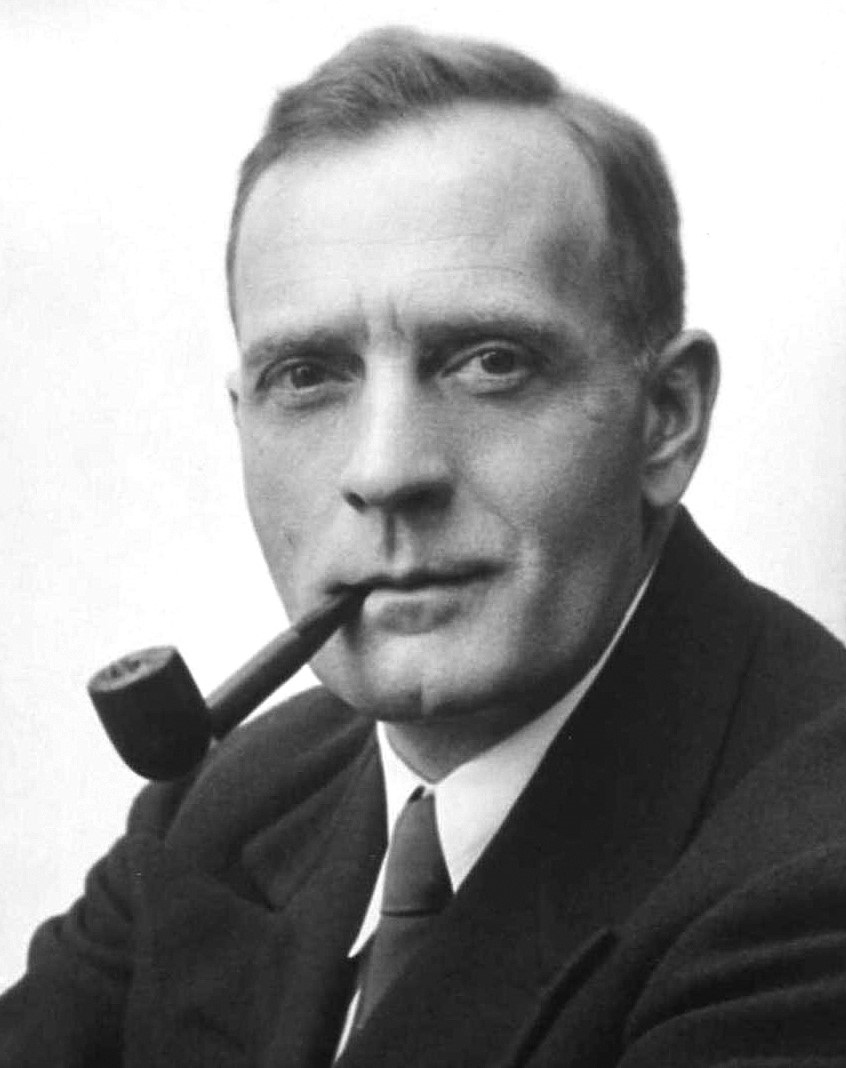
Edwin Hubble († 28. září)

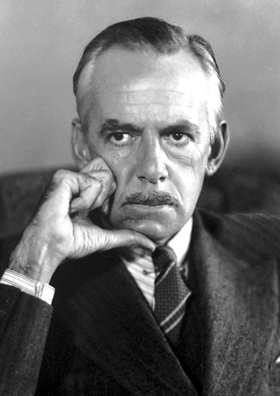
Eugene O'Neill († 27. listopadu)

- 1. ledna – Hank Williams, americký zpěvák, kytarista a skladatel (* 17. září 1923)
- 2. ledna – Guccio Gucci, italský obchodník a módní návrhář (* 26. března 1881)
- 11. ledna
  - Hans Aanrud, norský spisovatel (* 3. září 1863)
  - Noe Žordanija, gruzínský novinář a politik (* 14. ledna 1868)
- 16. ledna – Artur Śliwiński, polský historik, premiér Polska (* 17. srpna 1877)
- 23. ledna – Arnošt August Brunšvický, poslední brunšvický vévoda (* 17. listopadu 1887)
- 30. ledna – Viktor Trast, finský filolog a překladatel (* 14. ledna 1878)
- 10. února – Matthäus Quatember, generální opat Cisterciáckého řádu († 1. května 1894)
- 13. února – Lev Zacharovič Mechlis, sovětský generál a politik (* 13. ledna 1889)
- 19. února – Nobutake Kondó, admirál japonského císařského námořnictva (* 25. září 1886)
- 24. února
  - August Emil Fieldorf, polský voják a národní hrdina (* 20. března 1895)
  - Gerd von Rundstedt, německý generál polní maršál (* 12. prosince 1875)
- 28. února – Eleazar Sukenik, izraelský archeolog (* 12. srpna 1889)
- únor – David Katz, německý psycholog (* 1. října 1884)
- 2. března – James Lightbody, americký atlet, trojnásobný olympijský vítěz 1904 (* 15. března 1882)
- 5. března
  - Josif Vissarionovič Stalin, sovětský diktátor (* 18. prosince 1878)
  - Sergej Sergejevič Prokofjev, sovětský hudební skladatel (* 23. dubna 1891)
- 13. března – Johan Laidoner, estonský vojevůdce (* 12. únor 1884)
- 15. března – Marc Birkigt, švýcarský konstruktér, zakladatel firmy Hispano-Suiza (* 8. března 1878)
- 17. března – Conrado del Campo, španělský houslista, dirigent, hudební skladatel (* 28. října 1878)
- 23. března – Raoul Dufy, francouzský malíř (* 3. června 1877)
- 24. března – Marie z Tecku, britská královna, manželka Jiřího V. (* 26. května 1867)
- 28. března – Jim Thorpe, americký olympijský vítěz pětiboji i desetiboji (* 28. května 1888)
- 4. dubna
  - Karel II. Rumunský, rumunský král (* 15. října 1893)
  - Rachilde, francouzská spisovatelka (* 11. února 1860)
- 9. dubna – Stanisław Wojciechowski, polský prezident (* 15. března 1869)
- 14. dubna – Frederick Laurence Green, anglický spisovatel (* 6. dubna 1902)
- 16. dubna – Heinrich Claß, německý politik (* 29. února 1868)
- 29. dubna
  - Moïse Kisling, francouzsko-polský malíř (* 22. ledna 1891)
  - Alice Prinová, pařížská modelka zpěvačka, herečka a malířka (* 2. října 1901)
- duben – Sail Mohamed, francouzský anarchista (* 4. října 1894)
- 15. května – Charles Robert Knight, americký malíř (* 21. října 1874)
- 16. května – Django Reinhardt, belgický gypsy-jazzový kytarista (* 23. ledna 1910)
- 21. května – Ernst Zermelo, německý matematik (* 27. červenec 1871)
- 30. května – Dooley Wilson, americký herec a zpěvák (* 3. dubna 1886)
- 31. května – Vladimir Tatlin, ruský malíř, sochař, architekt, scénograf a průmyslový výtvarník (* 28. prosince 1885)
- 5. června – Bill Tilden, americký tenista (* 10. února 1893)
- 7. června – Géza Róheim, maďarský antropolog a psychoanalytik (* 12. září 1891)
- 8. června – Sam Hood, australský portrétní fotograf (* 20. srpna 1872)
- 11. června – Marcel Herrand, francouzský filmový a divadelní herec, režisér (* 8. října 1897)
- 13. června – John Stepan Zamecnik, americký skladatel a dirigent (* 14. května 1872)
- 17. června – George Edalji, nespravedlivě odsouzený britský advokát (* březen 1876)
- 18. června – René Fonck, francouzský stíhací pilot (* 27. březen 1894)
- 19. června – Harold Cazneaux, australský fotograf (* 30. března 1878)
- 25. června – Fritz Kirchhoff, německý režisér a filmový producent (* 10. prosince 1901)
- 29. června – William Lovell Finley, americký fotograf divoké přírody (* 9. srpna 1876)
- 4. července – Jean Becquerel, francouzský fyzik (* 5. února 1878)
- 14. července – Richard von Mises, rakouský matematik a fyzik (* 19. dubna 1883)
- 16. července – Hilaire Belloc, britský spisovatel (* 27. července 1870)
- 30. července – Ea von Allesch, rakouská novinářka a spisovatelka (* 11. května 1875)
- 11. srpna – Tazio Nuvolari, italský motocyklový a automobilový závodník (* 16. listopadu 1892)
- 5. září – Alexander Spitzmüller, ministr financí Rakouska-Uherska (* 12. června 1862)
- 8. září – Frederick M. Vinson, americký právník a předseda Nejvyššího soudu USA (* 22. ledna 1890)
- 12. září – Hugo Schmeisser, německý konstruktér pěchotních zbraní (* 24. září 1884)
- 15. září – Erich Mendelsohn, architekt německého původu (* 21. března 1887)
- 26. září – Sü Pej-chung, čínský malíř (* 19. července 1895)
- 28. září – Edwin Hubble, americký astronom (* 20. listopadu 1889)
- 29. září – Ernst Reuter, starosta Západního Berlína v letech studené války (* 29. července 1889)
- 30. září – Lewis Fry Richardson, anglický matematik a fyzik (* 11. října 1881)
- 2. října – John Marin, americký malíř (* 23. prosince 1870)
- 3. října – Arnold Bax, anglický hudební skladatel a básník (* 8. listopadu 1883)
- 6. října – Věra Muchinová, sovětská sochařka (* 1. července 1889)
- 12. října – Hjalmar Hammarskjöld, švédský premiér (* 4. února 1862)
- 20. října – Karol Sidor, slovenský novinář a nacionalistický politik (* 16. července 1901)
- 27. října
  - Eduard Künneke, německý operetní skladatel (* 27. ledna 1885)
  - Zdzisław Jachimecki, polský hudební historik a skladatel (* 7. července 1882)
- 30. října – Emmerich Kálmán, maďarský operetní skladatel (* 24. října 1882)
- 4. listopadu – Elizabeth Sprague Coolidgeová, americká hudební mecenáška (* 30. října 1864)
- 5. listopadu – Ludwig Freund, přírodovědec (* 19. června 1878)
- 8. listopadu – Ivan Alexejevič Bunin, ruský spisovatel (* 22. října 1870)
- 9. listopadu
  - Dylan Thomas, britský básník a spisovatel (* 27. října 1914)
  - Abd al-Azíz ibn Saúd, král, zakladatel třetího saúdského státu (* 26. listopadu 1876)
- 11. listopadu – Irena Hesensko-Darmstadtská, pruská princezna (* 11. června 1866)
- 21. listopadu – Felice Bonetto, italský automobilový závodník, účastník mistrovství světa Formule 1, zemřel při závodě Carrera Panamericana (* 9. června 1903)
- 27. listopadu – Eugene O'Neill, americký dramatik, nositel Nobelovy ceny (* 16. října 1888)
- 28. listopadu – Rudolf Bauer, německý malíř (* 11. února 1889)
- 30. listopadu – Francis Picabia, francouzský malíř a básník (* 22. ledna 1879)
- 19. prosince – Robert Andrews Millikan, americký fyzik (* 22. března 1868)
- 23. prosince – Lavrentij Pavlovič Berija, sovětský politik (popraven, * 29. března 1889)
- 24. prosince
  - Ralph Linton, americký antropolog (* 27. února 1893)
  - Karel Pius Rakousko-Toskánský, rakouský arcivévoda a karlistický pretendent (* 4. prosince 1909)
- 25. prosince – Július Barč-Ivan, slovenský duchovní, spisovatel a dramatik (* 1. května 1909)
- 26. prosince – Wolfgang Pagenstecher, německý malíř a heraldik (* 16. března 1880)
- 27. prosince – Julian Tuwim, polský spisovatel 13. září 1894)
- neznámé datum
  - André Abbal, francouzský sochař (* 16. listopadu 1876)
  - Alexander Niklitschek, rakouský spisovatel českého původu (* 1892)
  - Paulette Schwartzmannová, lotyšská šachistka (* 19. listopadu 1894)
  - Mary Andersonová, americká vynálezkyně stěračů (* 1866)
  - Franz Wimmer, slovenský architekt (* 3. května 1885)

## Hlavy států
- Československo – Klement Gottwald (1948–1953) / Antonín Zápotocký (1953–1957) (premiér Antonín Zápotocký 1948–1953 / Viliam Široký 1953–1963)
- Čína – Mao Ce-tung (1949–1976)
- Dánsko – Frederik IX. (1947–1972)
- Egypt – Muhammad Nadžíb (1953–1954)
- Francie – Vincent Auriol (1947–1954)
- Itálie – Luigi Einaudi (1948–1955)
- Japonsko – Hirohito (1926–1989)
- Maďarsko – István Dobi (1952–1967)
- Německá demokratická republika – Wilhelm Pieck (1949–1960)
- Nizozemsko – Juliána Nizozemská (1948–1980)
- Rakousko – Theodor Körner (1951–1957) (kancléř Leopold Figl 1945–1953) / Julius Raab 1953–1961)
- Řecko – Pavel I. (1947–1964)
- Sovětský svaz – Josif Vissarionovič Stalin (1922–1953) / Nikita Sergejevič Chruščov (1953–1964)
- Spojené království – Alžběta II. (1952–2022) (premiér Winston Churchill 1951–1955)
- Spolková republika Německo – Theodor Heuss (1949–1959) (kancléř Konrad Adenauer 1949–1963)
- Španělsko – Francisco Franco (1939–1975)
- Švédsko – Gustav VI. Adolf (1950–1973)
- Turecko – Celâl Bayar (1950–1960)
- USA – Harry S. Truman (1945–1953) / Dwight D. Eisenhower (1953–1961)
- Vatikán – Pius XII. (1939–1958)

### Digitální archivy k roku 1953
- Československý filmový týdeník v archivu České televize – rok 1953
- Dokumentární cyklus České televize Retro – rok 1953
- Pořad stanice Český rozhlas 6 Rok po roce – rok 1953
- Rudé právo – rok 1953